# Parc des Princes
Pour les articles homonymes, voir Parc des Princes (homonymie).
Le stade du Parc des Princes ou plus simplement le Parc des Princes est un stade situé au sud-ouest de la ville de Paris, dans le quartier d'Auteuil du 16e arrondissement, en partie au-dessus du périphérique parisien.
Le premier Parc est inauguré le 18 juillet 1897 sous le nom de « stade vélodrome du  Parc des Princes » faisant du stade le plus ancien toujours en activité en France et donc à Paris. L'enceinte actuelle, signée par l'architecte Roger Taillibert date de 1972 et possède en 2023 une capacité de 48 583 spectateurs.
Depuis 1974 le stade est l’hôte du club de football du Paris Saint-Germain (PSG), qui y dispute ses rencontres nationales et sur la scène européenne. Avant l'ouverture du Stade de France en 1998, il était le plus grand stade de l’Hexagone et, à ce titre, accueillait les matchs à domicile de l'équipe de France de football et de rugby à XV ainsi que la finale de la Coupe de France.
Le Parc des Princes a également reçu plusieurs matchs de grandes compétitions dont la finale du championnat d’Europe (en 1960 et 1984) et des finales de coupes d’Europe entre 1956 et 1998. Il a été le théâtre de la finale du tournoi de football des Jeux olympiques de Paris 2024 et continue d’accueillir des grands concerts internationaux. Il est aujourd’hui le cinquième plus grand stade en France et reste l’un des plus prestigieux du sport français pour sa longévité.
Propriété de la ville de Paris, le stade est en concession à la SESE, désormais sous le contrôle direct du Paris Saint-Germain depuis 2013. Le club de la capitale, depuis l’arrivée de l’actionnaire qatari, souhaite acheter et agrandir le stade mais la mairie de Paris s'oppose  à cette vente, acceptant néanmoins l'agrandissement. Les propriétaires du club caressent dès lors le projet de construire, à terme, une nouvelle enceinte à Massy ou à Poissy.

## Clubs résidents
Son club résident actuel est le Paris Saint-Germain depuis 1974. Le Paris FC de 1972 à 1974 puis en 1978-1979 ainsi que le Racing CF de 1984 à 1990, y ont également séjourné. Ceci concerne l'enceinte de 1972, car avant cette date, outre la traditionnelle arrivée du Tour de France sur le vélodrome du stade entre 1903 et 1967, les sections football du Racing CF (1932-1966) et du Stade français (1945-1968) furent aussi résidentes du Parc tout comme l'équipe de France de football qui y disputa également de nombreuses rencontres, en alternance avec le stade olympique de Colombes, et l'équipe de France de rugby à XIII pour ses test matchs contre les britanniques, australiens et néo-zélandais.
À partir de 1972, les équipes de France de football et de rugby à XV abandonnèrent définitivement le stade olympique Yves-du-Manoir de Colombes et utilisèrent un Parc rénové de 49 691 places assises et couvertes jusqu'à l'inauguration du Stade de France en janvier 1998. De même, de 1974 à 1997, le Parc accueillit tous les ans la finale de la Coupe de France de football tout comme la finale du championnat de France de rugby à XV, qui jusque-là se déroulait en alternance en province dans les villes de Toulouse, Bordeaux et Lyon.

## Histoire
Le Parc des Princes, depuis son ouverture en 1897, a accueilli de nombreux événements sportifs majeurs, dont deux finales de l'Euro de football (en 1960 et 1984), trois finales de la Coupe des clubs champions européens (en 1956, 1975 et 1981), deux finales de la Coupe des coupes (en 1978 et 1995) et une finale de Coupe UEFA en 1998. Le stade accueille aussi des matchs des éditions 1938 et 1998 de la Coupe du monde de football, de l'Euro 2016, des éditions 1991 et 2007 de la Coupe du monde de rugby à XV, 54 arrivées du Tour de France, dont celle de la première édition en 1903, 59 matches du Tournoi des Cinq Nations, 128 matches de l'équipe de France de football, 33 finales de Coupe de France de football, 31 finales du Championnat de France de rugby, la finale de la première édition de la Coupe du monde de rugby à XIII, le premier reportage sportif télévisé en direct en France, et même des championnats du monde de boxe ou des spectacles musicaux.

### Le site avant 1897
Le Parc des Princes fut utilisé dès le XVIIIe siècle comme un lieu de détente, de chasse et de promenade prisé par le roi et les princes royaux. Ce caractère est renforcé durant la première moitié du XIXe siècle avec l'adoption par la bourgeoisie parisienne de ces plaisirs jadis réservés à la noblesse. Purement naturel jusqu'en 1855, le site connaît ses premiers aménagements urbanistiques avec le percement d'une route commençant le développement du futur quartier du Parc des Princes. Il semble que le nom de « Parc des Princes » fasse son apparition à cette période en reprenant les termes de Route des Princes et de Porte des Princes, en usage dès le XVIIIe siècle. Le terrain du Parc n'est pas sur le territoire de la ville de Paris mais le devient après l'annexion des communes limitrophes voulue par Napoléon III en 1860 comme Auteuil et une partie de l'ancien quartier de Billancourt sur l'ancienne commune de Boulogne-sur-Seine. Il se retrouve alors à cheval sur les territoires de la ville de Paris et de la nouvelle commune de Boulogne-Billancourt.
En 1881, une station d'étude scientifique appelée « Station Physiologique du Parc des Princes » s'installe sur le site, à proximité de l'actuel stade Roland-Garros. Étienne-Jules Marey y mène des recherches sur la chronophotographie. Cet institut fut détruit en 1979 pour permettre l'extension de Roland-Garros. Ainsi, le Parc des Princes était un vaste espace qui ne se limitait pas aux quelques hectares de l'emprise actuelle du stade.

### Le premier Parc, 1897-1932

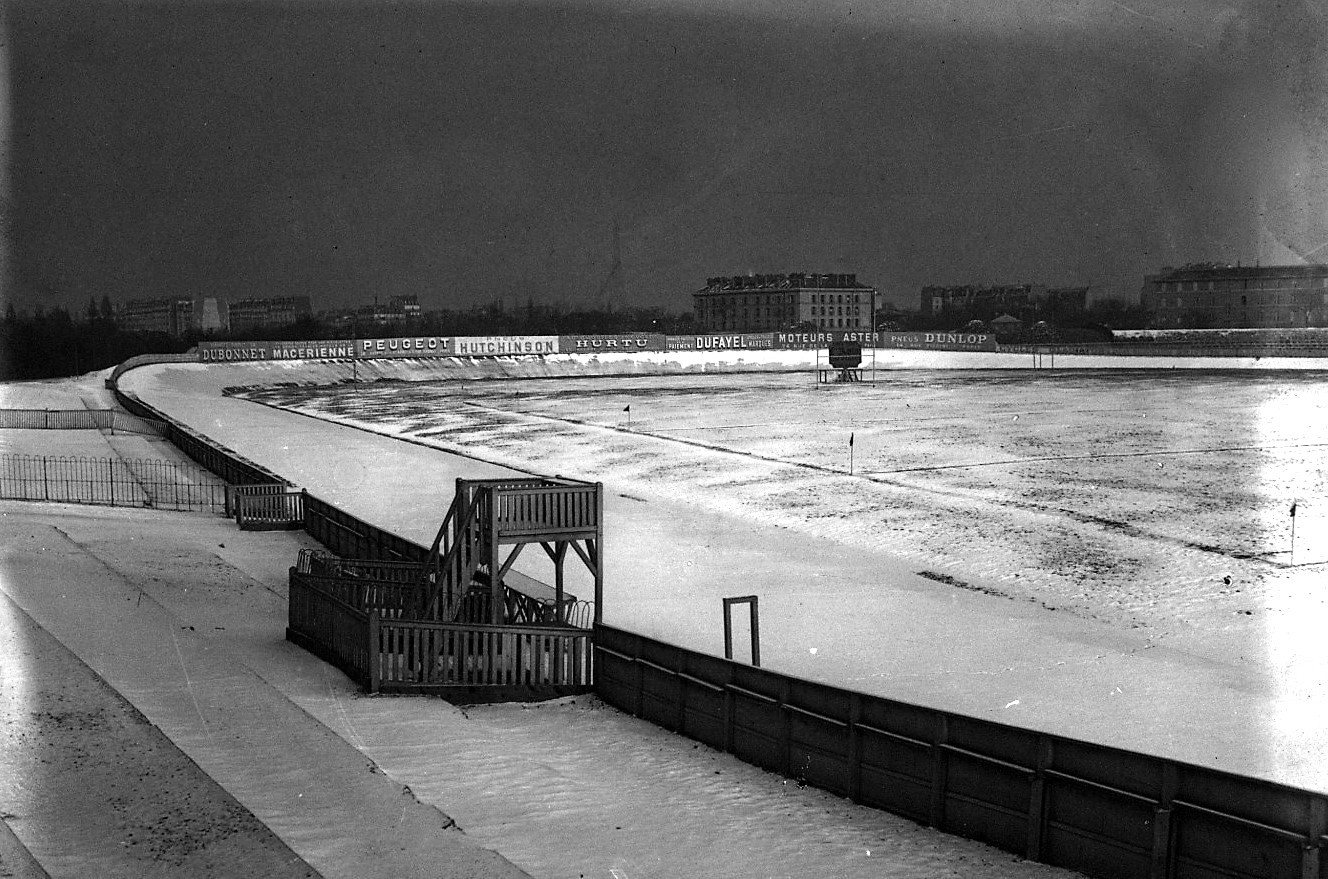
Vue générale du premier Parc des Princes ici sous une légère couche de neige lors de l'hiver 1908.

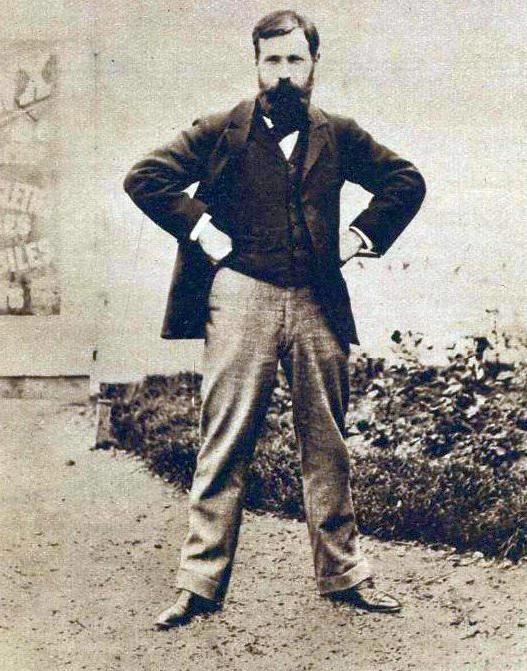
Henri Desgrange en juillet 1897 lors de l'ouverture du Parc des Princes.

Le stade vélodrome du Parc des Princes est inauguré le dimanche 18 juillet 1897. À l'occasion de cette première, l'accès à la tribune est toutefois interdit par décision préfectorale ! Faite à la hâte, la tribune inquiète les autorités qui ne donneront leur accord qu'après travaux de renforcement. 7 000 spectateurs se massent toutefois au pesage pour cette réunion inaugurale. L'accès à la tribune est autorisé pour la deuxième réunion du 25 juillet 1897 (plus de 15 000 spectateurs), saluée par l'ensemble de presse parisienne comme la meilleure réunion de cyclisme jamais organisée en France. Lors de cette deuxième réunion, le journaliste de La Presse note que le terrain gazonné au centre de la piste nécessite encore du temps afin que la pelouse soit utilisable pour la pratique des sports athlétiques. Les débuts de cette nouvelle enceinte n'ont pas les faveurs de Frantz Reichel, qui écrit un article très critique le 24 juillet 1897 dans la revue Le Sport Universel Illustré, pointant notamment l'« énervante silhouette de la Tour Eiffel » à l'horizon.

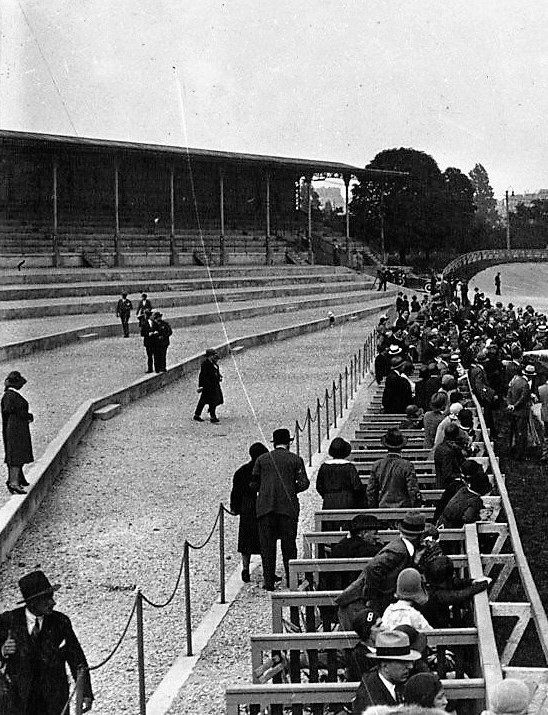
Les premières tribunes et gradins du Parc des Princes de l'actuelle rue du Commandant-Guilbaud.

L'enceinte d'origine peut accueillir 15 000 spectateurs et compte 3 200 places assises et se trouve ceinturée par une piste cycliste de 666,66 mètres de périmètre. Henri Desgrange, alors chroniqueur à Vélo puis directeur de L'Auto-Vélo à partir du 16 octobre 1900, et déjà directeur du vélodrome de l'Est, en est aussi directeur. En 1903, Desgrange met en place le Tour de France qui achèvera son parcours sur la piste du Parc jusqu'en 1967. Le cyclisme sur piste est d'ailleurs le sport vedette au Parc et la piste de la Porte de Saint-Cloud accueille les championnats du monde de cyclisme sur piste en 1900. La piste du Parc est également utilisée pour des courses de motos. Ce type d'épreuves figure déjà au programme de l'inauguration du 18 juillet 1897.
Le rugby, souvent appelé « football », « football-rugby » ou « rugby football » à l'époque, fait ses débuts sur la pelouse du Parc le 14 novembre 1897 avec une affiche internationale franco-anglaise : Union athlétique du 1er arrondissement contre Swindon Rugby Football Club.
En football, alors plutôt nommé « association » ou « football-association », le premier match se tient au Parc le 26 décembre 1897 devant 500 spectateurs. Les Anglais de Ramblers n'ayant pas effectué le déplacement à Paris, ils sont remplacés au pied levé par l'équipe du Standard AC qui s'affuble du nom d'« English Ramblers » pour affronter le Club Français. Le Standard s'impose 3 à 1 face après un score de parité un partout à la pause Les finales du championnat USFSA 1903, 1905, 1907 et 1910 ont également lieu au Parc, tout comme la finale de la Coupe Sheriff Dewar en 1905.
Le concept de club résident existe au Parc depuis le début du XXe siècle. Le Racing Club de France obtient l'exclusivité de l'utilisation du stade pour les sports dits athlétiques : athlétisme, rugby ou football, notamment. En 1902, l'Olympique, fraîchement refondé, obtient un temps le statut de club résident pour les sports athlétiques, au mois de septembre, le Racing absorbe l'Olympique et récupère le Parc.
Le XV de France dispute sa première rencontre officielle face aux All Blacks le 1er janvier 1906 devant plus de 3 000 spectateurs. Le premier match officiel de l'équipe de France de football joué sur le sol français se tient également au Parc le 12 février 1905, les Français s'imposant 1-0 face à la Suisse.
Devant le succès des manifestations proposées, la capacité du Parc est portée à 10 000 places assises juste avant la Première Guerre mondiale. Après le conflit, la tenue des Jeux olympiques à Paris en 1924 permet au Parc d'être encore agrandi à 20 000 places. Le Parc des Princes, le stade de Colombes et celui de Pershing furent candidats au statut de stade olympique principal. Après des débats animés, le gouvernement français désigne le Parc des Princes comme stade principal des Jeux en 1922, mais la Ville de Paris refuse de financer les travaux. On évoque même un temps un repli des Jeux à Lyon... Au nom d'une politique du Grand Paris, et grâce à un financement du Racing Club de France, le stade de Colombes est finalement désigné. Ce dernier en profite pour être porté à 60 000 places, rendant le Parc des Princes obsolète. Pendant un demi-siècle, Colombes constituera un solide concurrent au Parc des Princes.
Dans la foulée des Jeux de 1924, la Ville de Paris, propriétaire de l'enceinte, signe alors un contrat de concession de quarante ans avec le quotidien sportif L'Auto. Le loyer se monte à 4 % des recettes. vu que le Parc n'accueilla aucune épreuve olympique malgré une augmentation de sa capacité.
C'est aussi au Parc des Princes que les soldats Américains restés en France après la Première Guerre mondiale introduisent le football américain dans l'Hexagone. Le stade accueille le premier match disputé en France. 25 000 spectateurs assistent à un match de démonstration le 10 décembre 1938.

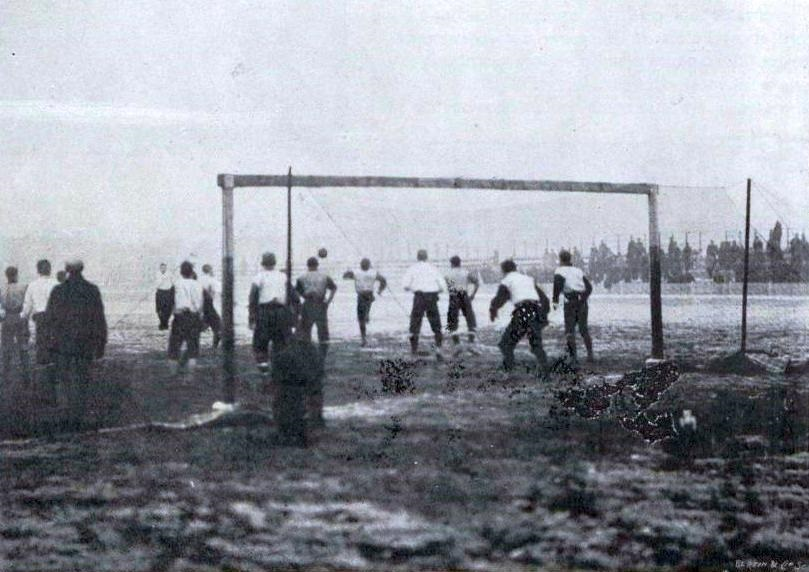
Rencontre de football entre le Standard Athletic Club et Ramblers au Parc des Princes en 1897.
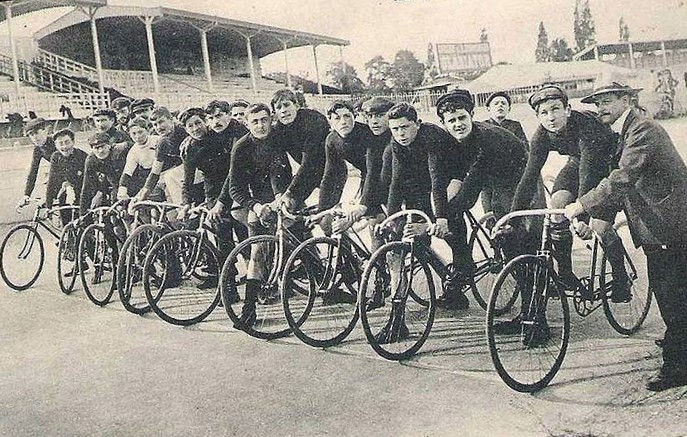
Le Parc vers 1900.
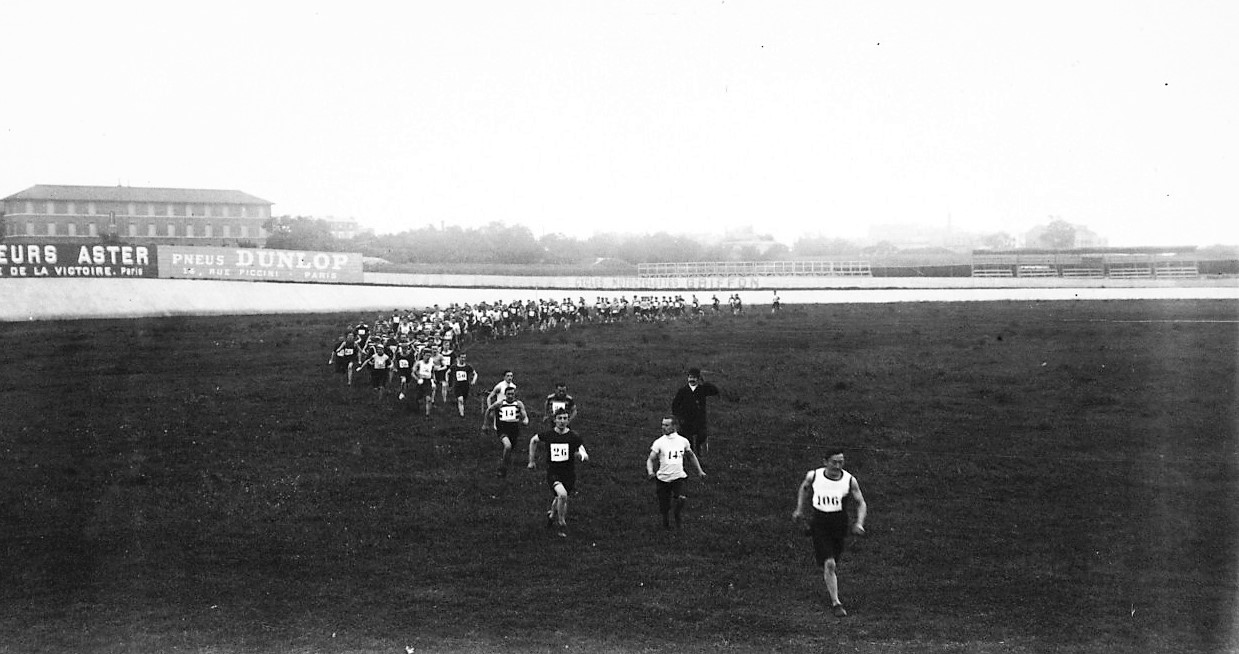
Départ du marathon des amateurs au Parc des Princes à Paris le dimanche 15 octobre 1905.
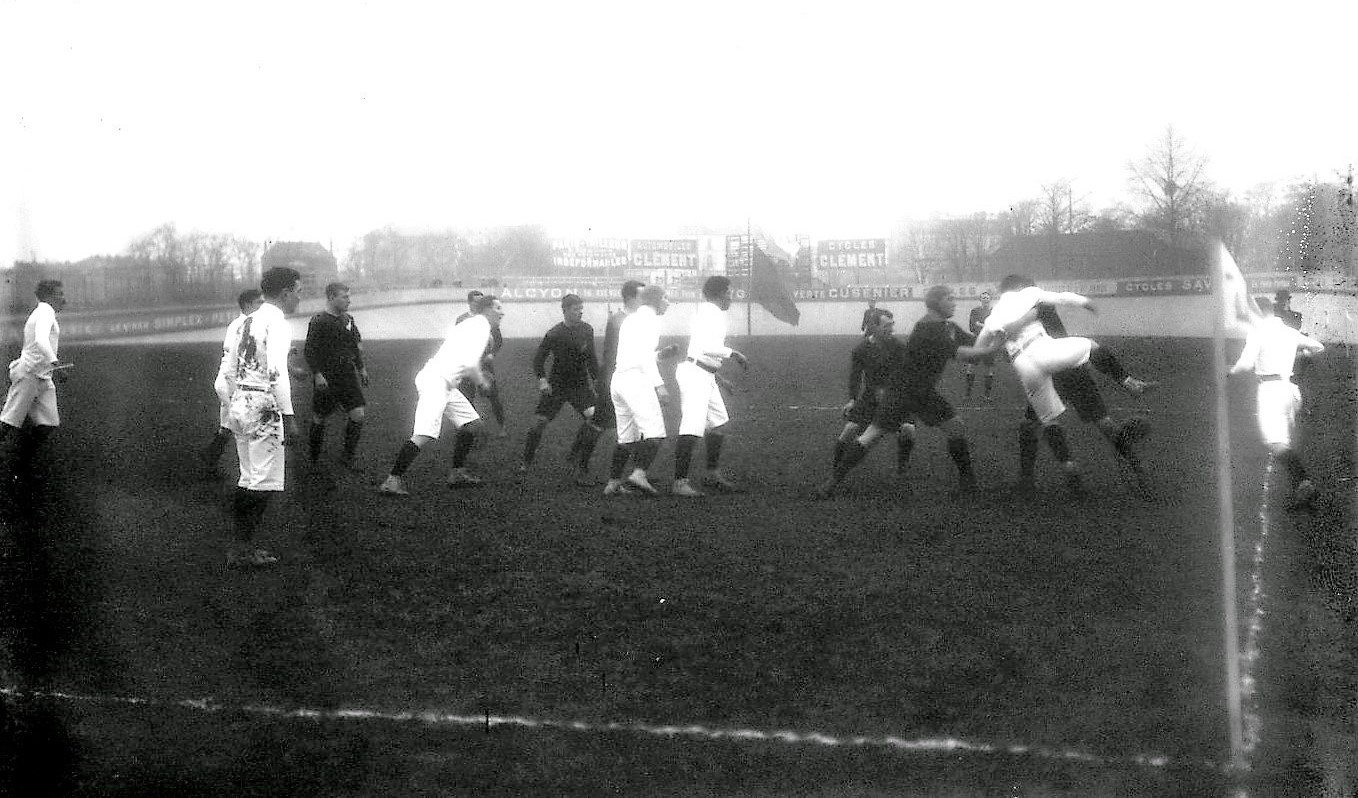
Le premier match officiel de l'équipe de France de rugby face à la Nouvelle-Zélande, en janvier 1906 au Parc des Princes.
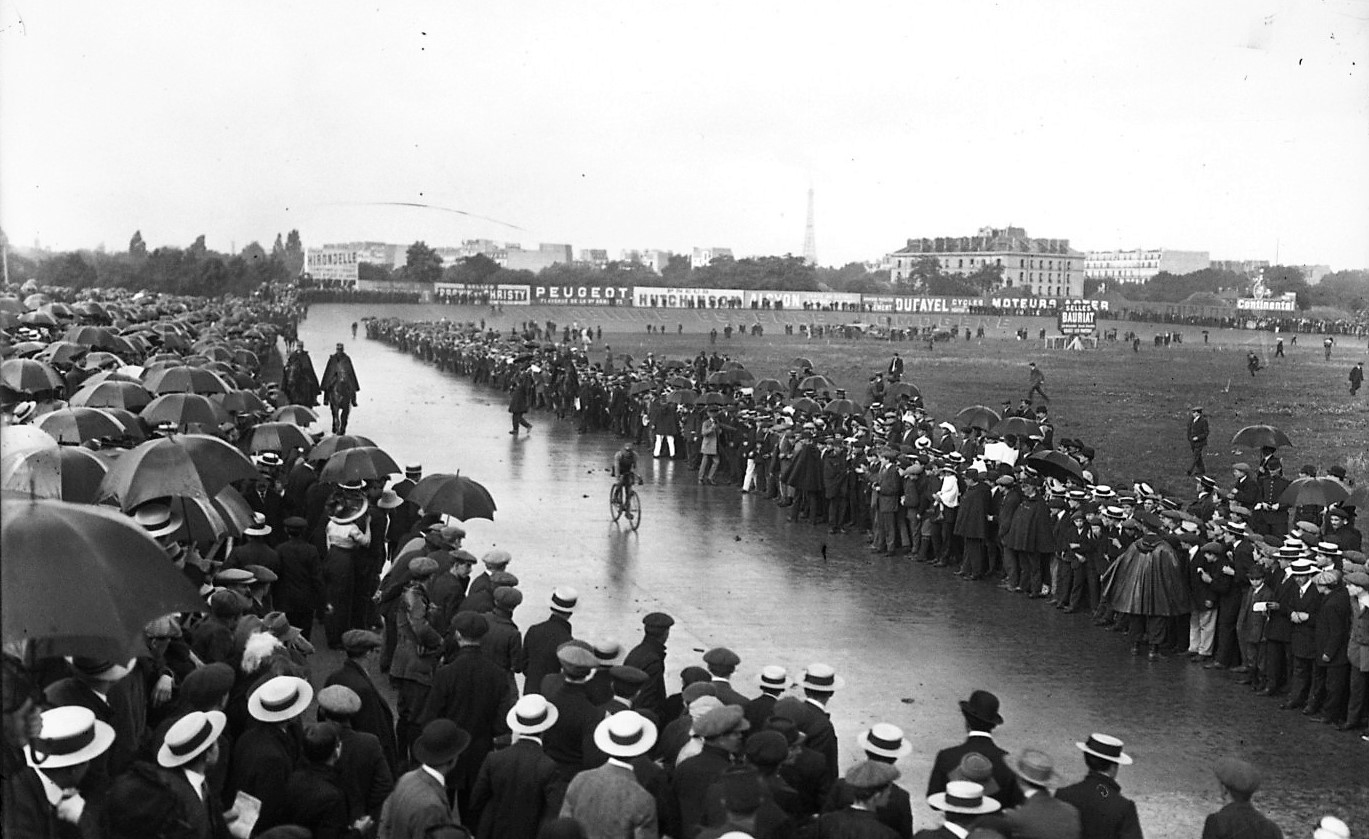
Arrivée du Tour de France sous la pluie le 28 juillet 1912 au Parc des Princes à Paris.
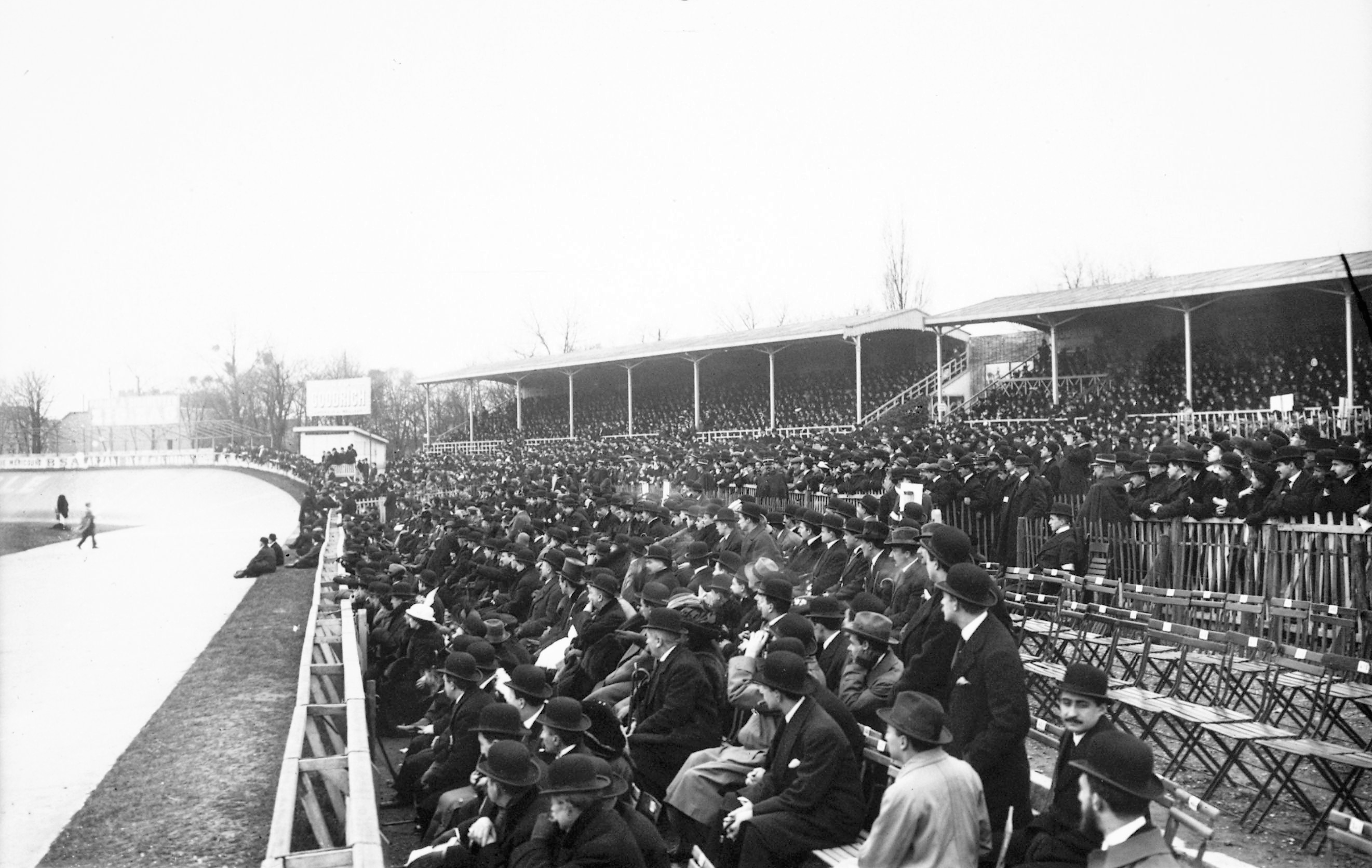
Le Parc des Princes en 1913.
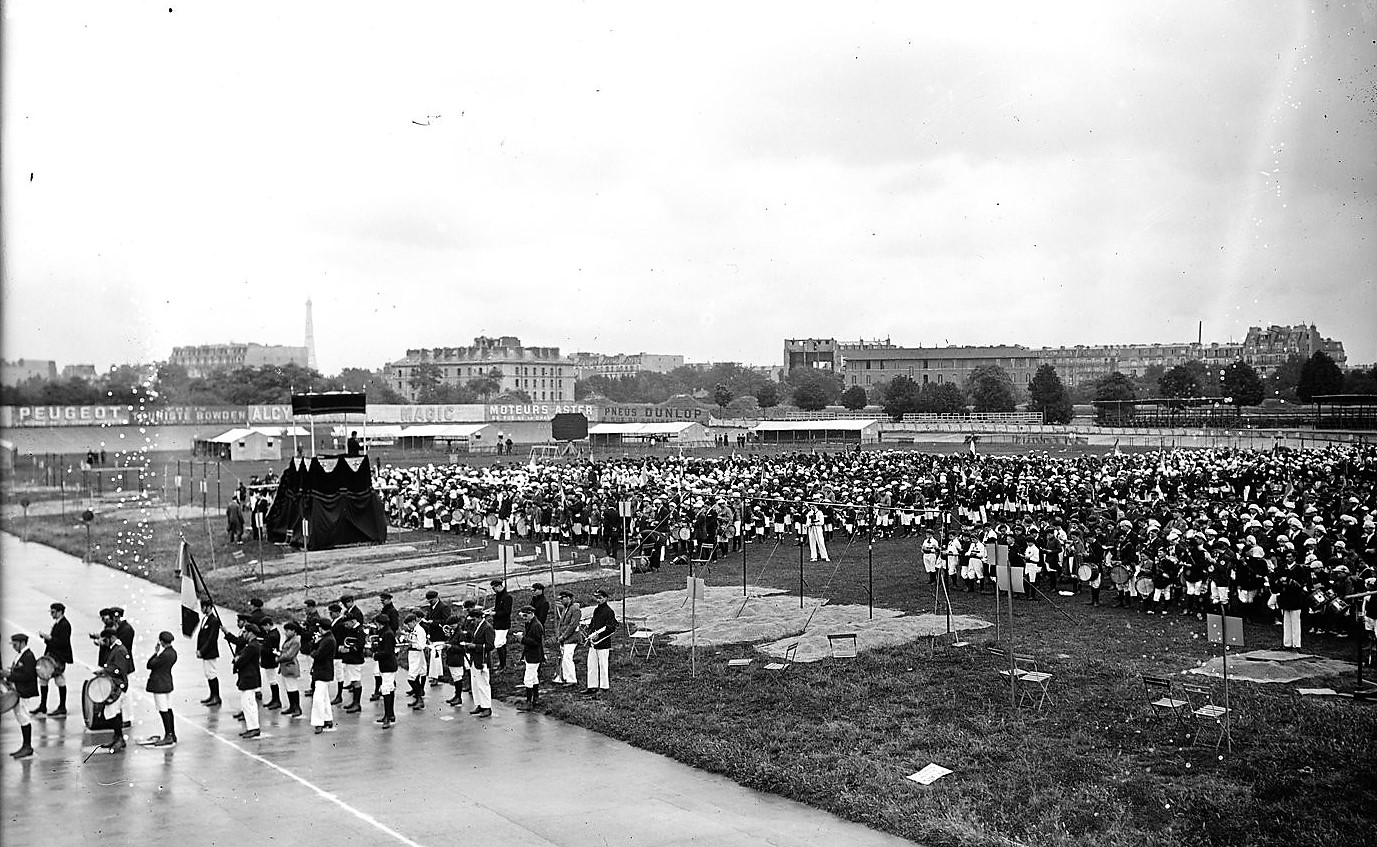
Fête de la gymnastique au Parc le 2 juillet 1922.
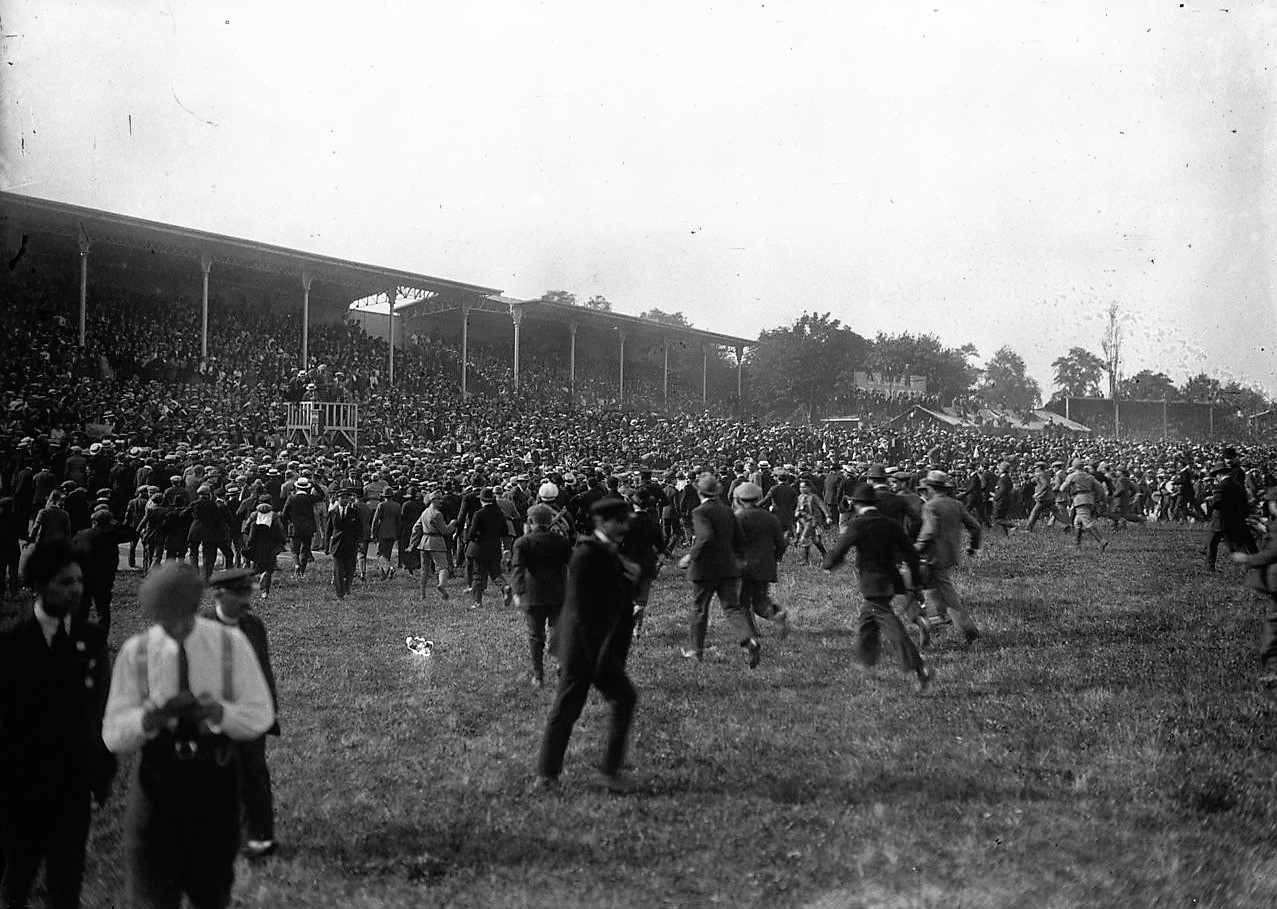
La foule envahit la piste et le terrain du Parc des Princes lors de l'arrivée du tour de France cycliste à Paris en juillet 1926.

### Le deuxième Parc, 1932-1970

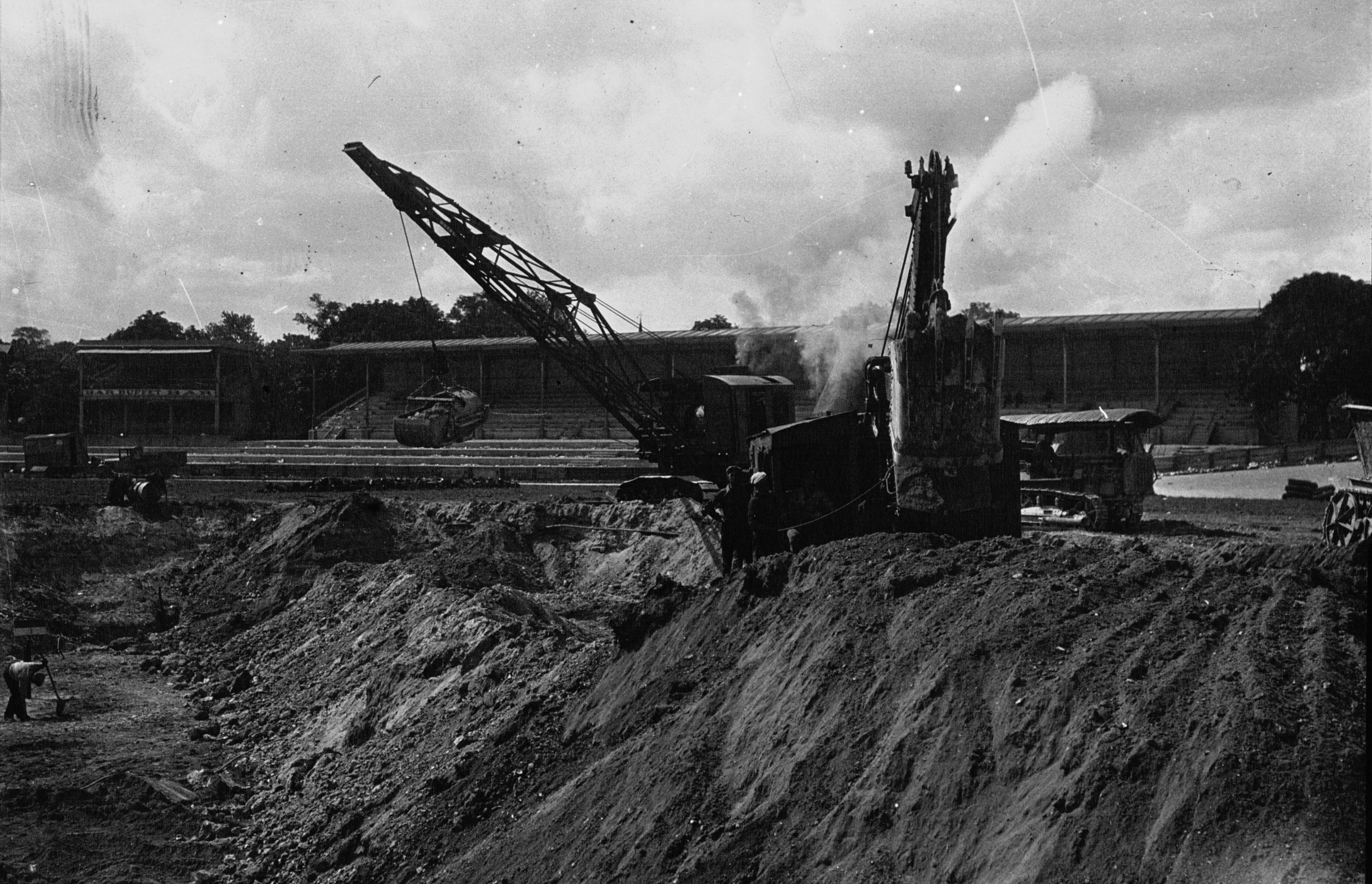
Démolition du premier Parc en 1931-1932.

Après neuf mois de travaux, le Parc rénové est inauguré le 23 avril 1932. Il offre 45 000 places à son ouverture, puis 40 000, sécurité et confort obligent (26 000 places assises). Les tribunes ont déjà leurs noms actuels : Présidentielle (ou Tribune de L'Auto), Paris (ou Tribune du Tour de France), Auteuil et Boulogne. Mieux situé géographiquement que Colombes, ce Parc des Princes fait l'unanimité.

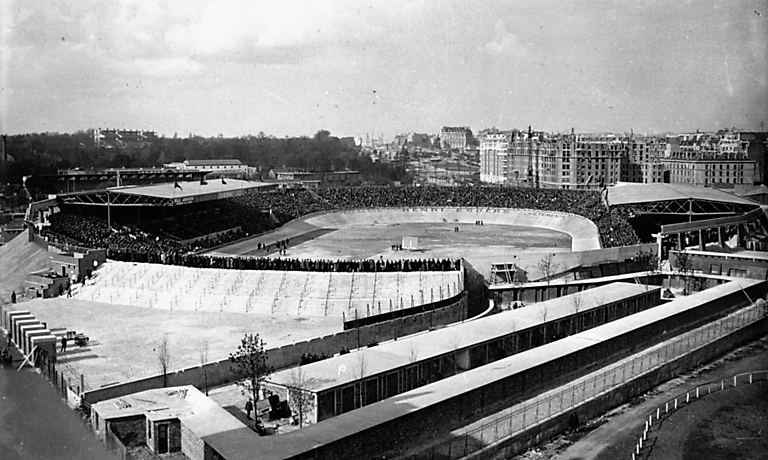
Le deuxième Parc des Princes quelques mois après son inauguration en juillet 1932, lors de l'arrivée du Tour de France.

Le stade comprend une piste cycliste en ciment rose de 454 mètres de longueur. Le tunnel d'accès se situe à droite de la tribune Boulogne. Lors de l'inauguration d'avril 1932, seules les tribunes sont bâties et le stade s'équipera durant les années suivantes. Les deux tribunes latérales sont déjà couvertes en 1932, mais les virages sont couverts au milieu des années 1950. Les fameuses façades du stade datent de la fin des années 1930. Le programme du nouveau Parc est d'abord dominé par le cyclisme, et l'arrivée finale du Tour de France 1932 y est jugée le 31 juillet.
Le premier match de football se tient dans l'enceinte agrandie et rénovée le 9 octobre 1932 devant plus de 10 000 spectateurs : le Red Star bat l'Athletic Bilbao 4 à 2 en amical. Le RC Paris s'y installe dès la saison 1932-1933. Le Parc accueille son premier match de Division 1 professionnelle le 23 octobre 1932 à l'occasion de la sixième journée de championnat pour le match Racing-Mulhouse. Le CA Paris utilise également le Parc pour deux matchs à domicile en fin de saison 1932-1933 : le 12 mars 1933 face à Cannes et le 2 avril contre le Red Star.
Pendant l'Occupation, le stade devient un terrain d'entrainement militaire et sportif à l'arrivée des troupes allemandes, ainsi qu'un parking pour les véhicules des unités cantonnées au lycée Claude-Bernard. De nombreux matchs de football y sont joués entre les différents corps de l'armée allemande et la coupe de France qui est alors divisée en 3 championnats : zone occupée remporté par le Red Star Olympique, zone non-occupée remporté par l'Olympique Alès et zone interdite remporté par le RC Lens. La finale de la coupe de France de la zone occupée, qui se joue au Parc le 13 avril 1941 voit la victoire des Girondins ASP de Bordeaux face au Red Star Olympique par 3 buts à 1.
Après la guerre, le Stade français et le Racing se partagent l'enceinte de la porte de Saint-Cloud. En moyenne, le Parc accueille pendant les trois décennies suivantes deux à trois matches de football par semaine (levers de rideaux non inclus!).
Le 25 juillet 1948, l'arrivée du Tour de France est retransmise par la télévision en direct depuis le Parc des Princes. Jacques Sallebert assure le commentaire de ce premier reportage sportif en direct en dehors des studios de la télévision française.
Le cyclisme, le football et le rugby ne sont pas les seuls sports pratiqués au Parc. La boxe anglaise y apparaît également. Le boxeur français Marcel Thil s'empare du titre de champion du monde des poids moyens au Parc le 11 juin 1932 face à l'Américain Gorilla Jones. Les sports de glace également : le 29 janvier 1933, la journée est dédiée au patinage artistique et au hockey au balai grâce à l'installation d'une patinoire provisoire sur la pelouse du Parc,. Puis, la deuxième édition de la Fête de la glace a lieu le 17 décembre 1933 avec notamment un match de hockey sur glace entre les Canadiens d'Ottawa et une sélection des meilleurs joueurs français,. .
La première rencontre en nocturne se tient le 23 avril 1951 à l'occasion d'un match amical international entre le Racing et les Brésiliens de Bangu. L'équipe de France inaugure l'éclairage le 26 mars 1952. L'éclairage est assuré par 136 ou 186 projecteurs, selon les cas (cyclisme ou football). C'est dans ses conditions que se tient la finale de la Coupe Latine de football le 29 juin 1952 puis la première édition de la finale de la Coupe d'Europe des champions européens le 13 juin 1956. À cette période, le stade compte 40 550 places : 5 000 en tribune de L'Auto, 6 000 en tribune du Tour de France, 11 300 places en tribunes A, B, C et D, 11 200 places dans les virages, 3 000 places de banquettes (chaise de piste) et 3 500 praticables devant le virage Auteuil.
Le 13 novembre 1954, la finale de la première Coupe du monde de rugby à XIII a lieu au Parc et voit la victoire des Britanniques sur l'équipe de France par 16 à 12 devant 30 368 spectateurs.
La première finale du championnat d'Europe des nations de football en 1960 se tient au Parc des Princes à Paris.
Le Tour de France et le cyclisme font leurs adieux au Parc en 1967. Raymond Poulidor est le dernier vainqueur sur la piste rose de la porte de Saint-Cloud à l'issue d'une étape du Tour disputée en contre la montre. Dès le lendemain de cette arrivée, la démolition de la piste cycliste débute. Le boulevard périphérique de Paris est en construction, et son tracé passe juste en dessous du stade. Deux des quatre tribunes sont alors détruites afin de laisser la place au chantier du périphérique. Durant deux années, la position de la Ville de Paris sur l'avenir du Parc est floue. En revanche, le mécontentement des spectateurs relayé par les médias devient pressant. Les conditions de sécurité les plus élémentaires sont négligées, et engins de chantier, poutrelles provisoires et autres points hauts servent de tribunes sauvages aux resquilleurs.
L'hebdomadaire France Football publie le 21 janvier 1969 la photo de la maquette du « nouveau » Parc des Princes. En raison du grand nombre de promesses non tenues en matière d'enceintes sportives à Paris depuis toujours (sic), France Football précise en titre de son article : « Ceci n'est pas un poisson d'avril ».
Le dernier match au « vieux » Parc des Princes, déjà en travaux depuis le 8 juillet 1967, se tient le 14 juin 1970 ; c'est la finale du dernier Championnat de France amateurs entre les Pierrots de Strasbourg et l'UMS Montélimar devant 2 061 spectateurs. Le Strasbourgeois Kohler qui marque l'unique but de cette partie est le dernier buteur dans cette enceinte mutilée par les travaux. Après cette rencontre, le stade devient, pendant 23 mois, un chantier interdit au public.

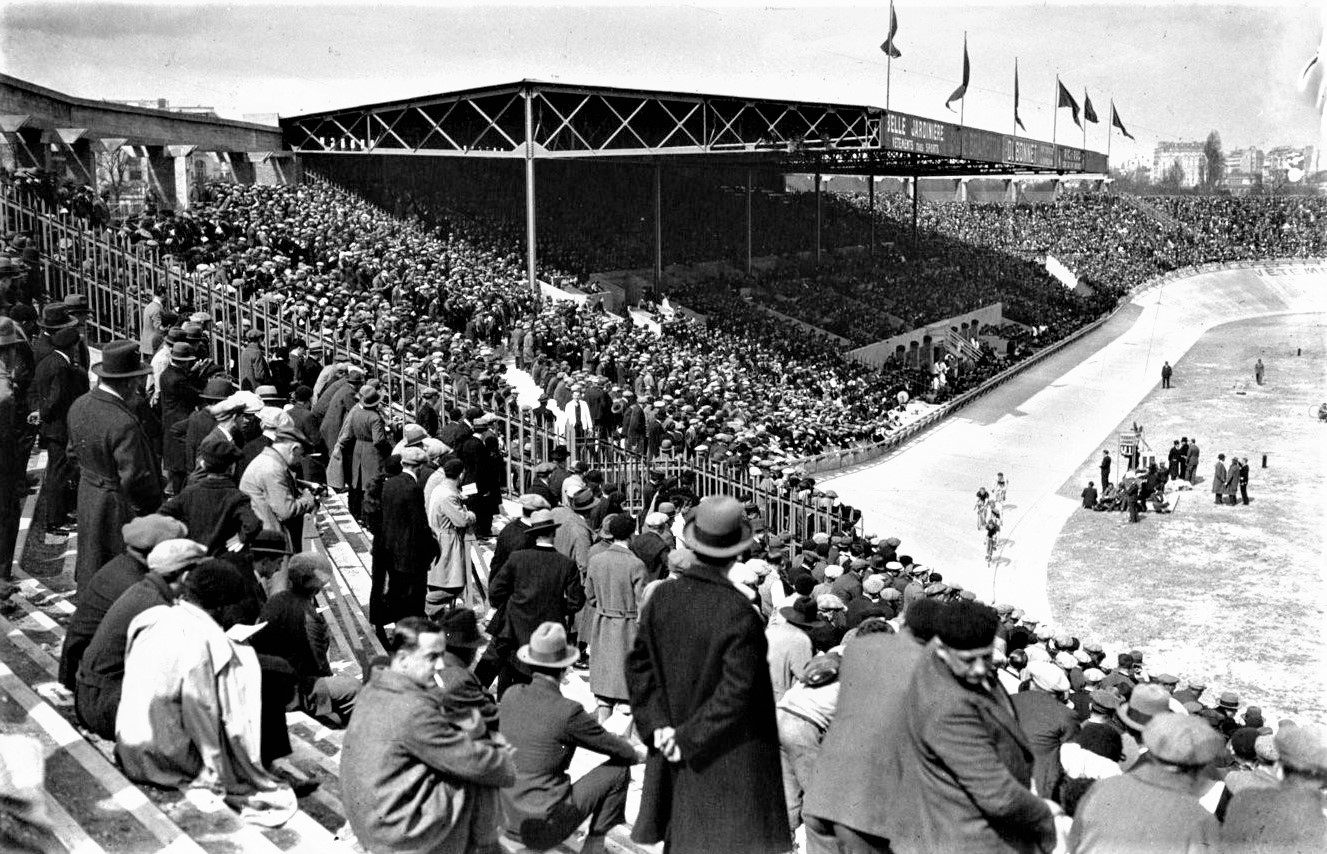
Vue du Parc des Princes et de sa « tribune Présidentielle » depuis la « tribune Boulogne » lors de l'arrivée du Tour de France en 1932.
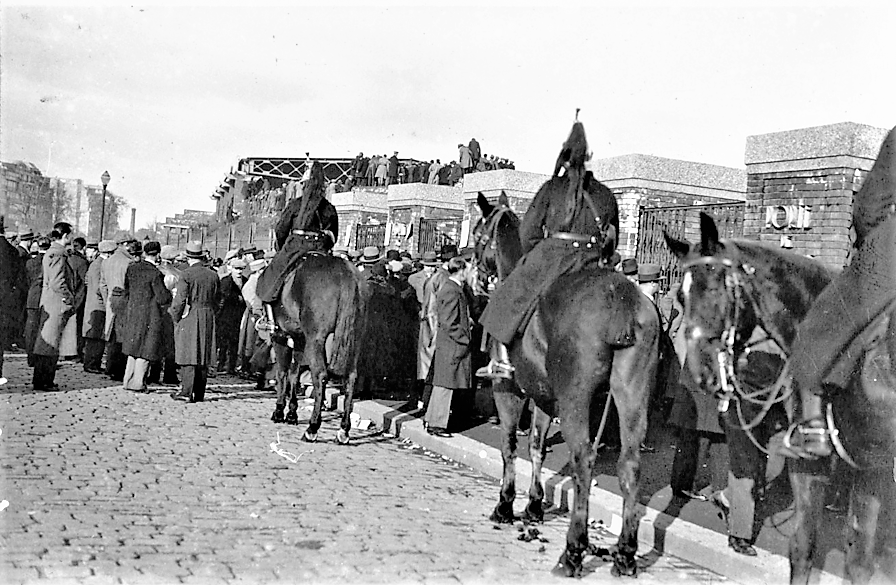
La Garde républicaine assure la sécurité des abords du Parc lors d'un match de l'équipe de France de football en 1933.
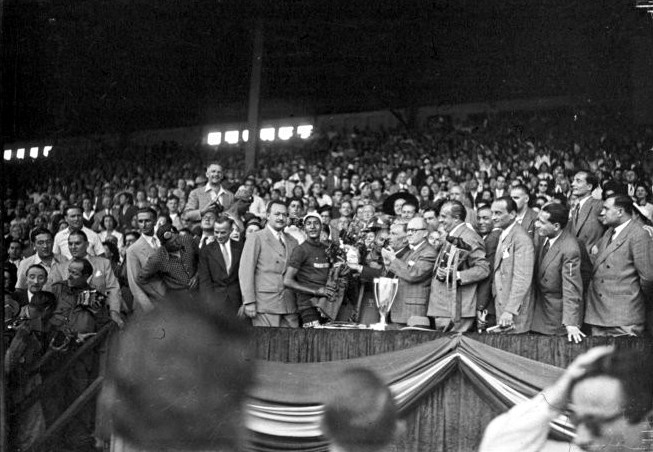
Remise du trophée par les personnalités officielles lors de l'arrivée du Tour de France le 25 juillet 1948 en « tribune Présidentielle ».
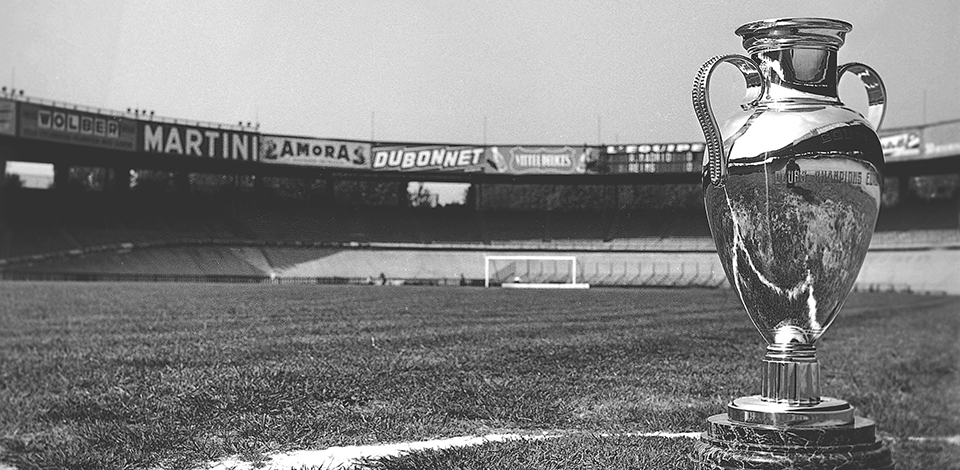
Présentation de la Coupe d'Europe des nations de football « Henri Delaunay » au Parc des Princes à Paris le 13 juin 1956 pour la premier championnat d'Europe des nations de football dont la finale eut lieu au dans ce même stade en 1960.

### Le Parc actuel, depuis 1972

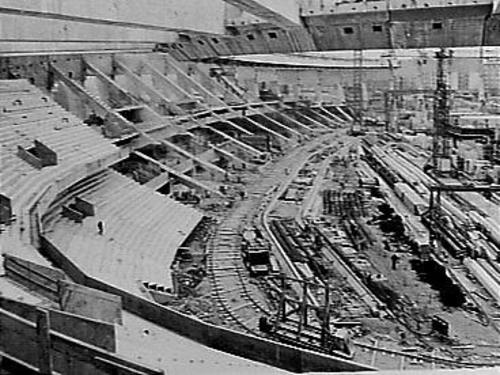
Reconstruction du Parc des Princes en mars 1971.

Roger Taillibert est l'architecte de la nouvelle enceinte. Malgré un doublement du budget initial, la facture finale de 150 millions de francs apparaît très raisonnable comparée aux stades du même gabarit construits à cette époque, notamment en Allemagne. Le Parc est le premier stade d'Europe à être doté d'un éclairage intégré au toit et aucun des 50 000 spectateurs n'est à plus de 45 mètres d'une ligne de touche. Les critiques sont toutefois nombreuses : les 164 mètres séparant les tribunes d'Auteuil et de Boulogne, l'absence de parking et la capacité réduite font jaser. Le degré d'inclinaison idéal d'une tribune est alors un sujet qui passionne les lecteurs des revues de football.
Le couloir menant des vestiaires au terrain est nommé Allée les petits, en hommage au journaliste sportif Roger Couderc et son célèbre cri « Allez, les petits ! » adressé aux rugbymen lors de ses commentaires télévisés des matchs du Tournoi.
La concession avec L'Auto puis L'Équipe étant arrivée à échéance, la Ville de Paris se tourne vers les fédérations françaises de football et de rugby à XV pour en faire les concessionnaires du Parc. Un bail est signé le 25 mai 1972 ; il sera ensuite prolongé jusqu'en 1988[réf. nécessaire].
L'inauguration du nouveau stade du Parc des Princes a lieu le 25 mai 1972 à l'occasion du match olympique amateur de football France-URSS, remporté 3 buts à 1 par les visiteurs à l'effectif étonnamment plus fourni en professionnels que les Français, avec notamment la présence d'Oleg Blokhine,. Le second match dans ce nouveau stade, à savoir la finale de la Coupe de France de football 1972 opposant le Sporting Club de Bastia et l'Olympique de Marseille, qui se tient au Parc deux semaines plus tard (4 juin 1972), constitue cependant le premier match officiel professionnel disputé dans ce nouveau stade. Lors de cette rencontre auquel le président de la République Georges Pompidou assista, comme de tradition lors des finales de Coupe de France, l'OM s'impose 2 buts à 1, avec dans ses rangs Didier Couécou qui est donc le premier buteur officiel professionnel du nouveau stade, et remporte donc ce trophée qui lui permet de réaliser le doublé Coupe-Championnat cette année-là.
Conçu pour le football et le rugby, le Parc accueille sa première rencontre de XV le 1er novembre 1972. L'AS Béziers, double championne de France en titre, accueille les Gallois de Neath RFC pour une victoire héraultaise 29 à 17. Le soir même, en nocturne, se déroule un match de Coupe du monde de rugby à XIII qui voit la victoire de l'Australie sur la Nouvelle-Zélande... Ce sera le seul match à XIII disputé dans le nouveau stade.
Le 13 janvier 1973, le XV de France y bat l'Écosse 16 à 13, inaugurant une série de 85 matchs internationaux, et à partir de 1974, de finales du championnat de France de rugby à XV.
Le Paris Saint-Germain évolue pour la première fois au nouveau Parc des Princes à l'occasion d'un match de championnat de D2 face au Red Star joué en lever de rideau d'un match de D1, Paris FC-Sochaux (10 novembre 1973). Il faut toutefois attendre juillet 1974 pour voir le PSG devenir club résident du Parc.
En août 1992, le groupe Canal+ prend le contrôle de la Société d’exploitation sports et événements (SESE), fondée par Jean-Claude Darmon et Perrier, qui détient la concession du Parc des Princes depuis juin 1990. Le Paris Saint-Germain paiera désormais son loyer à Canal+. Huit pour cent des recettes hors taxes de la SESE reviennent à la Ville de Paris au titre de la concession d'exploitation, avec un minimum garanti de 4,28 millions de francs. C'est à peu près le coût moyen des travaux d'entretien annuel à la charge du propriétaire, la Ville.
Stade de France oblige, le Parc accueille sa dernière finale de la Coupe de France de football le 10 mai 1997. L'OGC Nice est le 17e club couronné au Parc à l'issue de cette 33e finale de la Coupe Charles Simon disputée Porte de Saint-Cloud contre les Bretons de l'En Avant de Guingamp (2-1).
Dans la foulée, le 127e match des Bleus joué au Parc des Princes a lieu le 11 juin 1997 : France - Italie 2 à 2. Ce décompte de 127 rencontres ne prend en compte que les matches dits « officiels », excluant par exemple les parties mettant aux prises les Bleus à des équipes de club.
Pour son dernier match au Parc, le XV de France explose face à l'Afrique du Sud par 10 à 52 (22 novembre 1997). Le 15 mars de la même année, les Bleus avaient pourtant fêté sur cette même pelouse le gain du Grand Chelem lors du Tournoi des Cinq Nations.
Pour la réception de la Coupe du monde 1998, le Parc des Princes se contente d'un lifting minimum. Les fauteuils, après 26 années de service, sont changés. Les tribunes hautes seront désormais exclusivement bleues, elles étaient bleue et jaune précédemment. Coût de ces travaux : 44 millions de francs à la charge de la Ville de Paris.

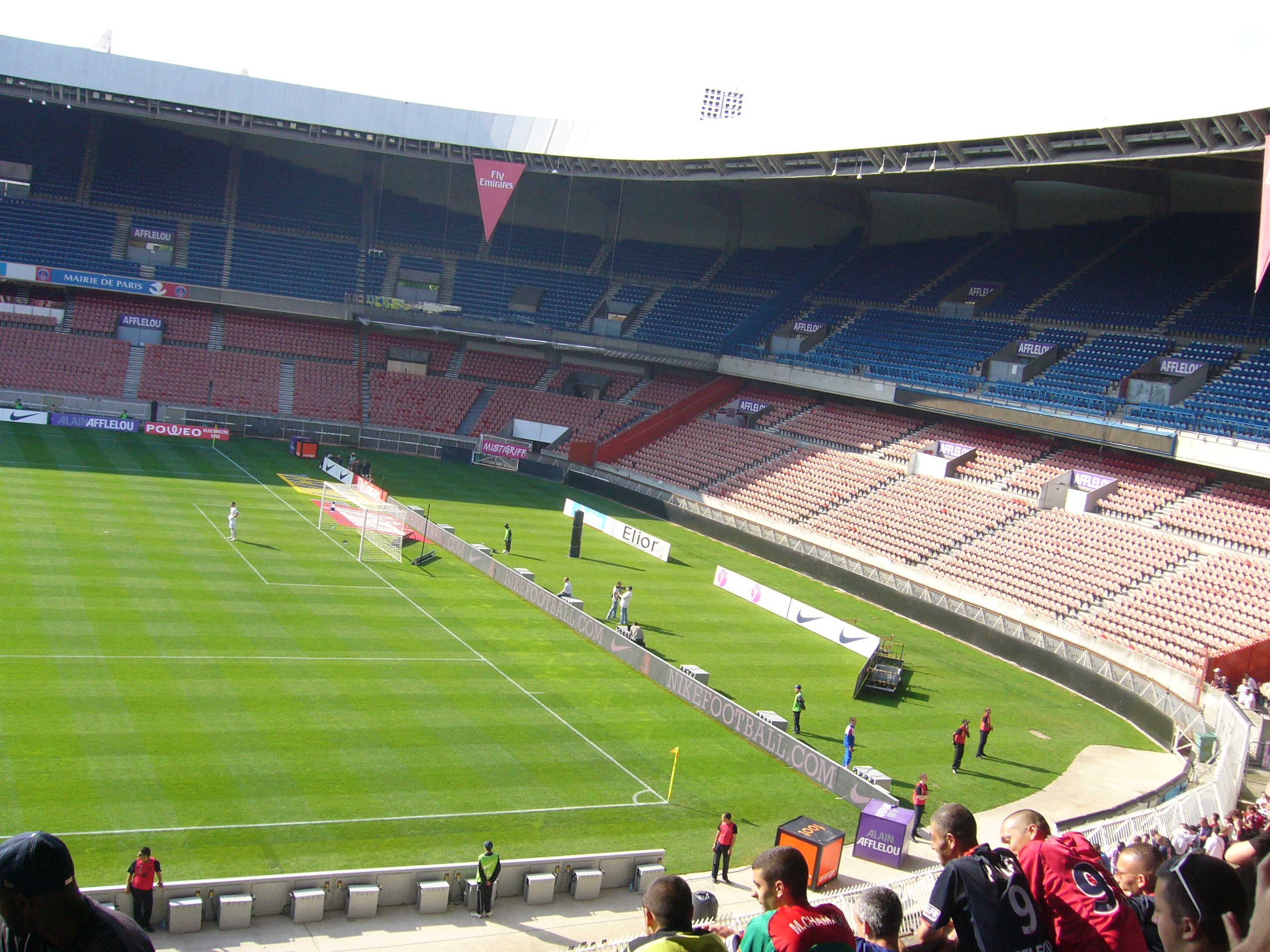
Les tribunes du Parc des Princes en 2008.

Le 28 juin 1999, la Ville de Paris étend pour quinze années supplémentaires la concession d'exploitation du Parc des Princes à la SESE. Cet accord permet le début de travaux de rénovation bien plus ambitieux qu'à l'occasion de la Coupe du monde en 1998. Ces travaux sont cofinancés par la Ville de Paris (78 MF) et par la SESE (53 MF). Avec le Stade de France, les équipes nationales de football et de rugby désertent le Parc, entraînant une baisse de recettes pour la SESE. Aussi, le contrat liant la Ville et la SESE est bien moins exigeant que par le passé. Au grand désespoir des riverains, plusieurs concerts sont désormais autorisés chaque saison au Parc... Afin de compenser la perte de recettes, le minimum garanti versé à la Ville est divisé par deux, passant à deux millions de francs par an.
Le Paris Saint-Germain s'approprie alors pleinement le stade, et le siège du club y est transféré dans un nouveau bâtiment le 18 février 2002. Le PSG hésite à ouvrir ses portes au club de rugby à XV du Stade français Paris, mettant en avant les dégâts qu'occasionneraient les rugbymen à la pelouse. Dans un premier temps, les bons rapports entre les deux clubs permettent au club du président Max Guazzini d'organiser quelques rencontres au Parc devant des tribunes pleines et festives. La finale de la Coupe d'Europe de rugby à XV 2000-2001 y a lieu tandis que cinq matchs de la Coupe du monde de rugby à XV 2007 sont programmés à la porte de Saint-Cloud, dont la finale pour la troisième place. Mais il devient de plus en plus difficile pour le Stade français de programmer ses matchs de championnat face à la réticence du PSG.
À la suite de la vente en juin 2006 du PSG par Canal+ à un fonds d'investissement américain (Colony Capital), à un fonds d'investissement français (Butler) et à une banque américaine (Morgan Stanley), la concession du Parc des Princes passe sous contrôle des nouveaux propriétaires du club parisien. Le contrat de concession de la Ville de Paris, propriétaire du Parc, court jusqu'en 2014.
Le 12 septembre 2007, l'équipe de France de football revient au Parc pour y disputer (et y perdre 0-1) un match contre l'Écosse en match qualificatif pour l'Euro 2008. Six ans plus tard, le 11 octobre 2013, l'équipe de France dispute un match amical contre l'Australie et s'impose largement (6-0).

En novembre 2009, la ville de Paris lance un appel d'offres pour la rénovation du stade. Le grand favori de cet appel est le fonds d'investissements Colony Capital, propriétaire du Paris-Saint-Germain. Outre les travaux de modernisation, le naming du Parc des Princes est évoqué. Le club du PSG dément la rumeur concernant le naming. La France ayant obtenu l'organisation de l'Euro 2016, un projet est à l'étude pour abaisser le niveau de la pelouse de six mètres et d'ajouter des rangées de gradins supplémentaires afin de porter la capacité totale à 50 100 places et doter le stade d'un toit couvrant dans un premier temps pour l'Euro 2016 suivi d'une extension à 60 000 places assises après ce dernier. Les premiers aperçus ont été présentés à la presse au début de l'année 2010. Finalement, un groupement composé de Vinci et du PSG obtient en 2012 le bail emphytéotique administratif (BEA) afin d'acquérir la gestion du stade pour les soixante ans à venir .

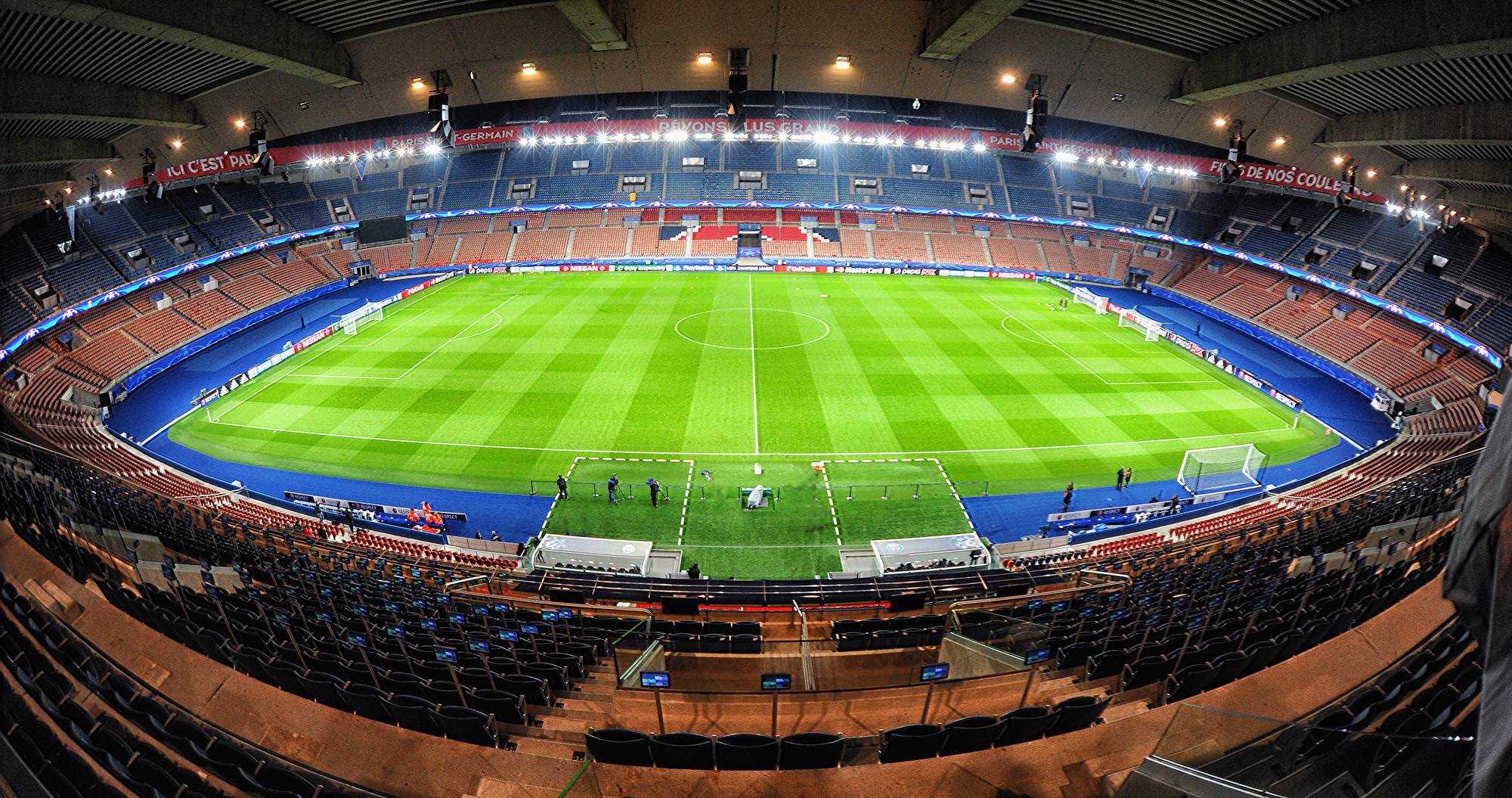
Vue du Parc des Princes depuis la tribune présidentielle en 2010, juste avant le rachat par QSI en 2011.

Après le décès de Philippe Séguin, survenu le 7 janvier 2010, la mairie de Paris, en accord avec le PSG et la famille du défunt, a décidé en avril 2011 de renommer le carré officiel de la tribune présidentielle, surnommé La Corbeille, au nom de l'ancien président de l'Assemblée nationale. Philippe Séguin était un grand amoureux du football ainsi qu'un supporter du Paris Saint-Germain dès sa fondation au début des années 1970. Il avait pour habitude de fréquenter le carré officiel du Parc des Princes, son stade préféré, y compris dans les années les plus compliquées qu'a pu vivre le club.
Le 7 juin 2012, un communiqué du Paris SG et de la Ville de Paris indique que la rénovation du Parc des Princes s'effectuera en deux temps ; contrairement à ce qui était attendu, l'augmentation de la capacité du stade n'interviendra qu'après l'Euro 2016. La rénovation lourde de l'enceinte est confié à l'agence d'architecture internationale Atelier Tom Sheehan & Partners à l'automne 2012.
Dans l'attente de rénovations qui débuteront courant 2014, le directeur général du Paris SG, Jean-Claude Blanc, décide de redécorer le Parc des Princes le 19 février 2012, avec la mise en place d'une couronne rouge sur lesquels les slogans les plus populaires y sont répétés : « Ici c'est Paris », et le nouveau slogan « Rêvons plus grand », ainsi que la liste complète des trophées remportés par le club depuis 1970.

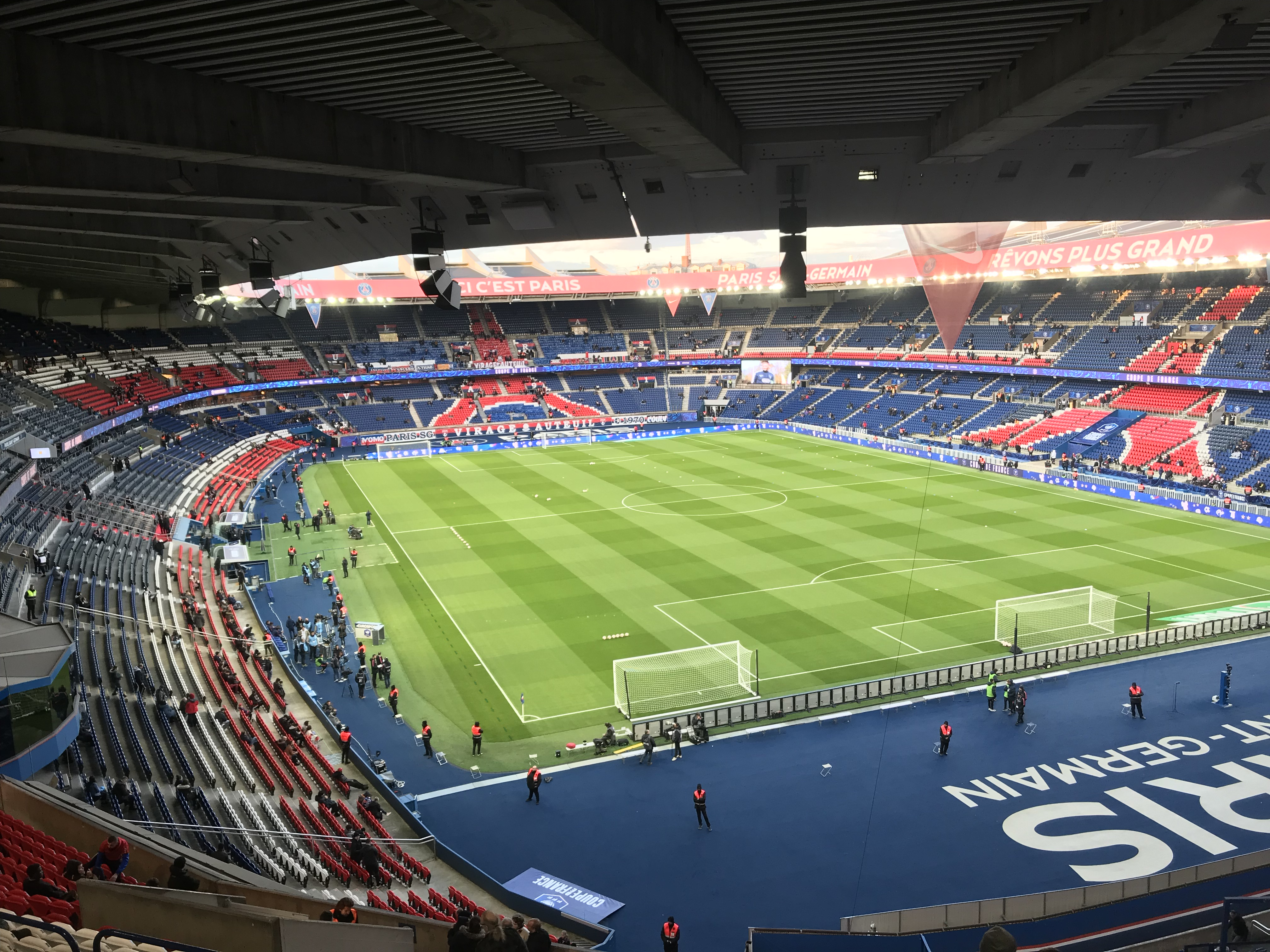
Le Parc des Princes et ses 48 583 places.

À la fin de la saison 2013-2014, le Parc des Princes entame une première phase de travaux en vue de l'Euro 2016. Les vestiaires sont entièrement rénovés et accueillent désormais les joueurs, arbitres et staffs sur plus de 600 m2. Les espaces média, les réseaux de communications les buvettes et les sanitaires sont modernisés. Le stade poursuit sa montée en gamme avec la création de nouveaux restaurants et de loges très haut de gamme pouvant désormais accueillir 3 500 personnes. La fosse située autour du terrain est comblée et les grilles présentes dans les tribunes sont retirées. Enfin, la pelouse est intégralement replantée par le jardinier nord-irlandais Jonathan Calderwood,. Au cours de la saison 2015-2016, les sièges bleus en tribune haute et rouges en tribune basse datant de la Coupe du monde 1998 sont remplacés par des nouveaux sièges plus confortables en prévision de l'Euro 2016, mais aussi en raison de la volonté des nouveaux dirigeants de moderniser et d'agrandir le Parc, ainsi, les tribunes "Borelli" et "Paris" gagnent deux rangées. Ces nouveaux sièges forment un motif ressemblant à la tour Eiffel, emblème du club, en tribune Paris et en virages entourée par des bandes rouges et blanches.
Après deux ans de rénovation ayant coûté 75 millions d'euros au Paris Saint-Germain, le 10 mai 2016, le Directeur Général Jean-Claude Blanc présente le stade à la presse. Désormais, ce dernier dispose de 48 583 nouveaux sièges, dont 4 860 places VIP, la surface des vestiaires a été augmentée à 630 m2 et la surface d'accueil est passée à 570 m2 après les travaux. Le stade est donc prêt à temps pour recevoir des matchs de l'UEFA Euro 2016.
Lors de la saison 2016-2017 le Paris Saint-Germain annonce l'arrivée d'un wifi haute densité gratuit et la disponibilité d'une application stade sur smartphone permettant à tous les spectateurs d’accéder depuis leur siège à des ralentis et des statistiques sur le match en cours.

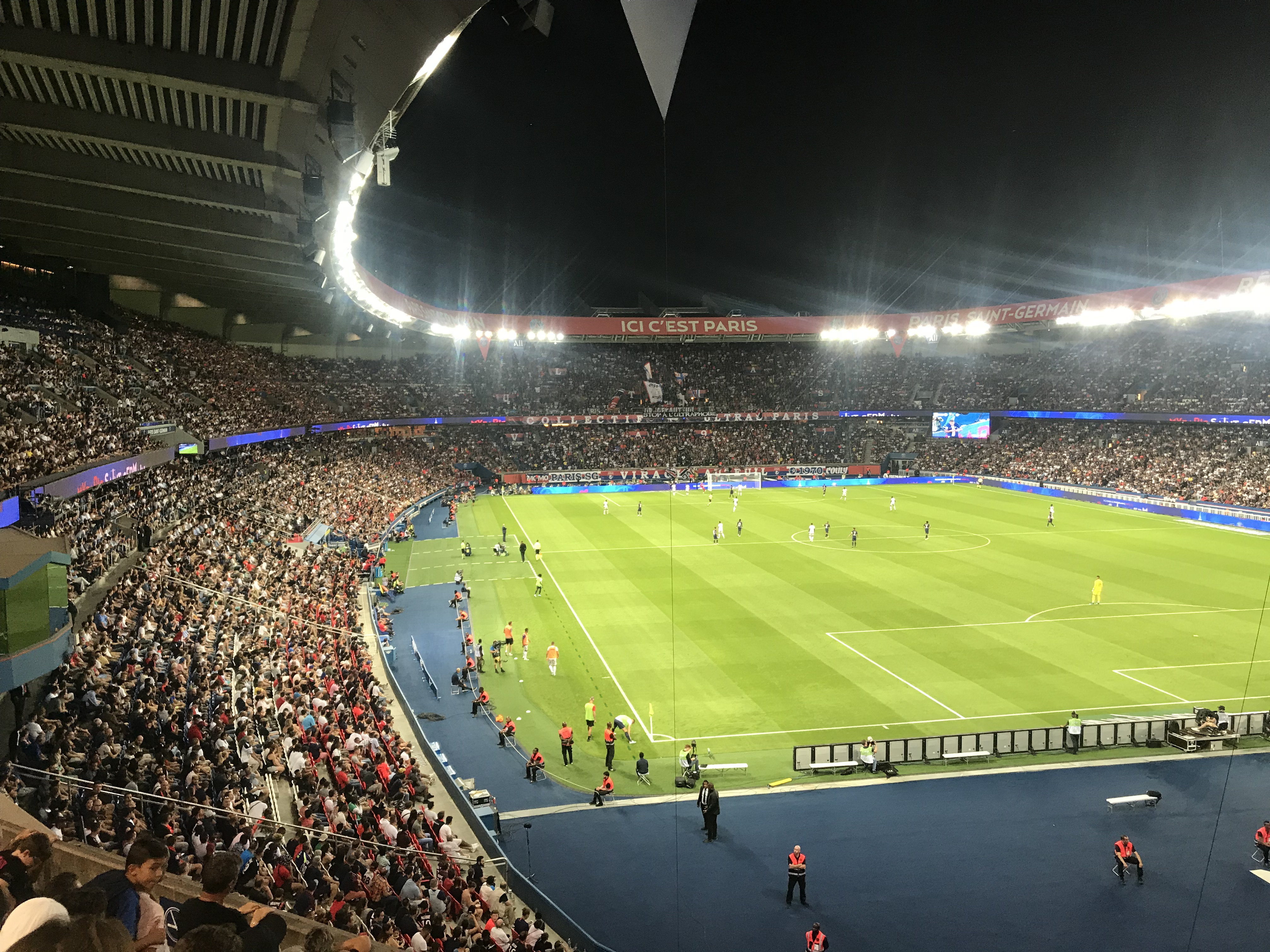
Le Parc des Princes lors d'un PSG-Toulouse FC le 25 août 2019 en Ligue 1.

La direction du Paris Saint-Germain annonce, en outre, que le stade fera l'objet d'un agrandissement dans les années à venir afin de porter sa capacité à 60 000 places. Cependant au vu de l'importance des travaux, à l'intérieur comme à l'extérieur de l'enceinte et dans les environs du stade, ces derniers rendent impossibles, en termes de délai, ce projet avant la tenue des Jeux olympiques de 2024 à Paris. De plus, malgré des demandes réitérées, la mairie de Paris a refusé de céder le stade au club parisien qui conditionnerait ces travaux à un rachat pur et simple. En 2013, Roger Taillibert estimait difficile de porter la capacité à 60 000 places mais envisageait 55 000. Cette préconisation est confirmée en 2023 par des études menées par le PSG.
Fin décembre 2020, le Paris Saint-Germain annonce la commercialisation du miel obtenu à partir des ruches du Parc des Princes. Installées sur l'emplacement du stade, les abeilles ont produit en 2020 150 kilos de nectar qui sont donc commercialisés par pots de 250 g. Les fonds sont reversés au fonds de dotation du PSG.

## Caractéristiques architecturales
La démolition de l'ancien Parc débute le 8 juillet 1967, mais les travaux du nouveau stade ne s'engagent qu'en novembre 1969. Programmés sur 12 à 24 mois, les travaux s'étendent en fait sur 29 mois. La complexité de l'ensemble explique ces retards. Le stade dessiné par l'architecte Roger Taillibert est en effet avant-gardiste tandis que le passage du boulevard périphérique sous une partie des tribunes Sud-Est du stade nécessite la construction de piliers souterrains encadrant le tunnel routier afin d'offrir des points d'appui suffisamment solides pour supporter le poids des 77 000 m3 de béton armé des 7 000 tonnes d'acier de l'enceinte.
Le stade, de forme elliptique (grand axe de 251,50 m et petit axe de 191 m), s'appuie sur des portiques en porte-à-faux qui donnent son cachet extérieur au Parc. Ces portiques n'ont pas les mêmes dimensions et treize modèles différents sont nécessaires pour ceinturer l'enceinte. Taillibert décide d'intégrer au toit les 172 projecteurs nécessaires pour les matchs en nocturne ; À l'origine, quatre mâts d'éclairage étaient prévus.
Les tribunes sont sur deux étages. En tournant dans le sens des aiguilles d'une montre, les gradins sont nommés :
- tribune Auteuil (Portes I, H) - derrière les buts, à gauche par rapport aux caméras TV.
- tribune Paris (Portes G, F, E, D, C, B, A) - latérales, en face des caméras TV.
- tribune Boulogne (Portes P, O, V pour les visiteurs) - derrière les buts, à droite par rapport aux caméras TV.
- tribune Présidentielle-Francis Borelli, autrefois Tribune Présidentielle (Portes N, M, L, K, J) - latérales, du même côté que les caméras TV.

Sa capacité jadis de 49 691 (dont 200 en tribune de presse), puis de 48 527 places, plafonne de 1998 à septembre 2006 à 44 283 places (données UEFA). 44 053 places normales plus 230 places VIP. Cette capacité d'accueil est confirmée par les faits. De 2001 à 2006, et malgré plus de 40 matches joués à guichets fermés au Parc, le PSG n'y a jamais dépassé une affluence de 43 930 spectateurs.
En août-septembre 2006, certains fauteuils sont remplacés. Ces travaux permettent de gagner quelques centaines de places (nombre non précisé dans l'immédiat) en redotant les premières rangées des tribunes Boulogne et Auteuil de fauteuils démontés depuis 1997 pour raison de sécurité. L'affiche PSG-OM du 9 septembre 2006 est la première rencontre à se disputer dans cette nouvelle configuration, avec une affluence record depuis six saisons : 44 431 spectateurs. Le Parc accueille ensuite 45 353 spectateurs le 10 mai 2008 à l'occasion d'un match joué à guichets fermés contre l'AS Saint-Étienne. Pour le Classique du championnat de France, PSG - OM, le 15 mars 2009, le premier à enjeu sportif depuis de nombreuses années, le Parc des Princes sera à guichets fermés avec 45 713 spectateurs.
Après de grands travaux de rénovation entre 2012 et 2016, la capacité du stade est actuellement de 48 583 places.
Lors de la saison de L1 2015-2016, après seulement six matches au Parc des Princes, le Paris Saint-Germain y réalise cinq des dix meilleurs affluences en championnat dans ce stade. La première étant avec 47 385 spectateurs celle de la 11e journée lors du match contre l'AS Saint-Étienne du 25 octobre 2015
Le Parc des Princes est doté d'une Spidercam, une caméra orientable à 360° autour de la verticale et à 180° autour des tourillons horizontaux. Elle est montée sur un téléphérique 3D à quatre câbles mus par quatre treuils pilotés par ordinateur et situés aux angles du terrain. Cette caméra permet de réaliser des prises de vues en tout point du terrain. On peut l'apercevoir en déplacement lors des matchs.

## Principaux matchs de football disputés au Parc des Princes

### Matchs entre sélections nationales

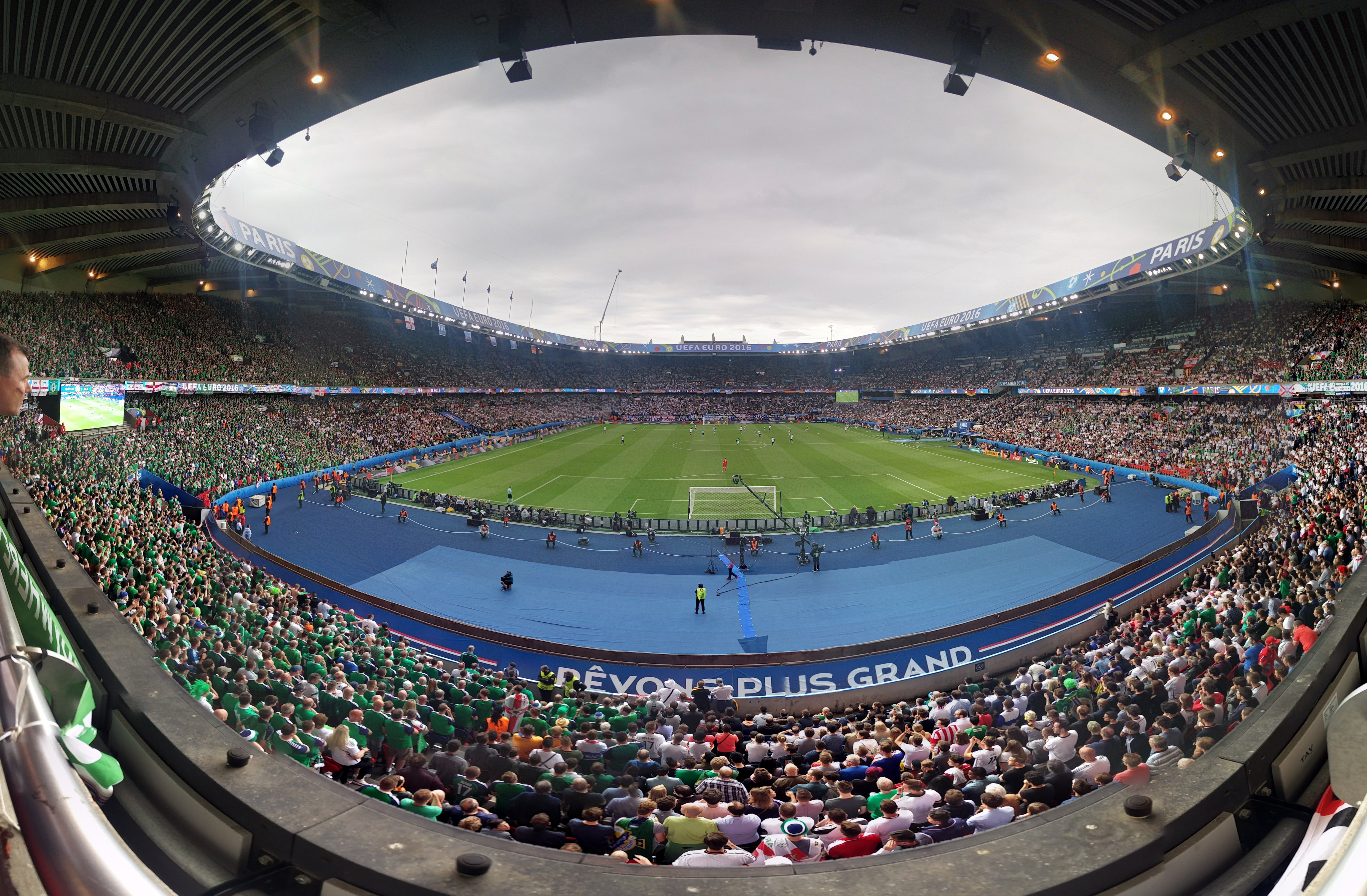
Irlande du Nord - Allemagne lors de l'Euro 2016.

Coupe du monde de 1938
| Date         | Tour                             | Équipe 1  | Score    | Équipe 2 | Spectateurs |
| ------------ | -------------------------------- | --------- | -------- | -------- | ----------- |
| 4 juin 1938  | 8e de finale (match d'ouverture) | Allemagne | 1 - 1 ap | Suisse   | 27 162      |
| 9 juin 1938  | 8e de finale (rejoué)            | Allemagne | 2 - 4    | Suisse   | 20 265      |
| 16 juin 1938 | Demi-finale                      | Hongrie   | 5 - 1    | Suède    | 14 800      |

Championnat d'Europe de 1960
| Date            | Tour        | Équipe 1         | Score | Équipe 2    | Spectateurs |
| --------------- | ----------- | ---------------- | ----- | ----------- | ----------- |
| 6 juillet 1960  | Demi-finale | France           | 4 - 5 | Yougoslavie | 26 370      |
| 10 juillet 1960 | Finale      | Union soviétique | 2 - 1 | Yougoslavie | 17 966      |

Championnat d'Europe de 1984
| Date         | Tour                         | Équipe 1 | Score | Équipe 2             | Spectateurs |
| ------------ | ---------------------------- | -------- | ----- | -------------------- | ----------- |
| 12 juin 1984 | 1er tour (match d'ouverture) | France   | 1 - 0 | Danemark             | 47 570      |
| 20 juin 1984 | 1er tour                     | Espagne  | 1 - 0 | Allemagne de l'Ouest | 47 691      |
| 27 juin 1984 | Finale                       | France   | 2 - 0 | Espagne              | 47 368      |

Coupe du monde de 1998
| Date            | Tour          | Équipe 1  | Score | Équipe 2     | Spectateurs |
| --------------- | ------------- | --------- | ----- | ------------ | ----------- |
| 15 juin 1998    | 1er tour      | Allemagne | 2 - 0 | États-Unis   | 45 000      |
| 19 juin 1998    | 1er tour      | Nigeria   | 1 - 0 | Bulgarie     | 45 000      |
| 21 juin 1998    | 1er tour      | Argentine | 5 - 0 | Jamaïque     | 45 000      |
| 25 juin 1998    | 1er tour      | Belgique  | 1 - 1 | Corée du Sud | 45 000      |
| 27 juin 1998    | 8e de finale  | Brésil    | 4 - 1 | Chili        | 45 000      |
| 11 juillet 1998 | Petite finale | Pays-Bas  | 1 - 2 | Croatie      | 45 000      |

Championnat d'Europe de 2016
| Date         | Tour         | Équipe 1        | Score | Équipe 2        | Spectateurs |
| ------------ | ------------ | --------------- | ----- | --------------- | ----------- |
| 12 juin 2016 | 1er tour     | Turquie         | 0 - 1 | Croatie         | 43 842      |
| 15 juin 2016 | 1er tour     | Roumanie        | 1 - 1 | Suisse          | 43 576      |
| 18 juin 2016 | 1er tour     | Portugal        | 0 - 0 | Autriche        | 44 291      |
| 21 juin 2016 | 1er tour     | Irlande du Nord | 0 - 1 | Allemagne       | 44 125      |
| 25 juin 2016 | 8e de finale | Pays de Galles  | 1 - 0 | Irlande du Nord | 44 342      |

Coupe du monde féminine de 2019
| Date         | Tour                                   | Équipe 1       | Score | Équipe 2     | Spectateurs |
| ------------ | -------------------------------------- | -------------- | ----- | ------------ | ----------- |
| 7 juin 2019  | 1er tour, groupe A (match d'ouverture) | France         | 4 - 0 | Corée du Sud | 45 261      |
| 10 juin 2019 | 1er tour, groupe D                     | Argentine      | 0 - 0 | Japon        | 25 055      |
| 13 juin 2019 | 1er tour, groupe B                     | Afrique du Sud | 0 - 1 | Chine        | 20 011      |
| 16 juin 2019 | 1er tour, groupe F                     | États-Unis     | 3 - 0 | Chili        | 45 594      |
| 19 juin 2019 | 1er tour, groupe D                     | Écosse         | 3 - 3 | Argentine    | 28 205      |
| 24 juin 2019 | 8e de finale                           | Suède          | 1 - 0 | Canada       | 38 068      |
| 28 juin 2019 | Quart de finale                        | France         | 1 - 2 | États-Unis   | 45 595      |

Jeux olympiques d'été de 2024
| Date            | Tour                                      | Équipe 1               | Score    | Équipe 2    | Spectateurs |
| --------------- | ----------------------------------------- | ---------------------- | -------- | ----------- | ----------- |
| 24 juillet 2024 | 1er tour, groupe C (match d'ouverture, M) | Ouzbékistan            | 1 - 2    | Espagne     | 33 732      |
| 24 juillet 2024 | 1er tour, groupe D (M)                    | Mali                   | 1 - 1    | Israël      | 26 305      |
| 27 juillet 2024 | 1er tour, groupe D (M)                    | Israël                 | 2 - 4    | Paraguay    | 28 887      |
| 28 juillet 2024 | 1er tour, groupe D (F)                    | Brésil                 | 1 - 2    | Japon       | 40 918      |
| 30 juillet 2024 | 1er tour, groupe D (M)                    | République dominicaine | 1 - 1    | Ouzbékistan | 30 475      |
| 30 juillet 2024 | 1er tour, groupe D (M)                    | Paraguay               | 1 - 0    | Mali        | 35 736      |
| 2 août 2024     | Quart de finale (M)                       | Maroc                  | 4 - 0    | États-Unis  | 42 868      |
| 3 août 2024     | Quart de finale (F)                       | États-Unis             | 1 - 0 ap | Japon       | 43 004      |
| 9 août 2024     | Finale (M)                                | France                 | 3 - 5    | Espagne     | 44 260      |
| 10 août 2024    | Finale (F)                                | Brésil                 | 0 - 1    | États-Unis  | 43 813      |

Équipe de France
Dates marquantes :

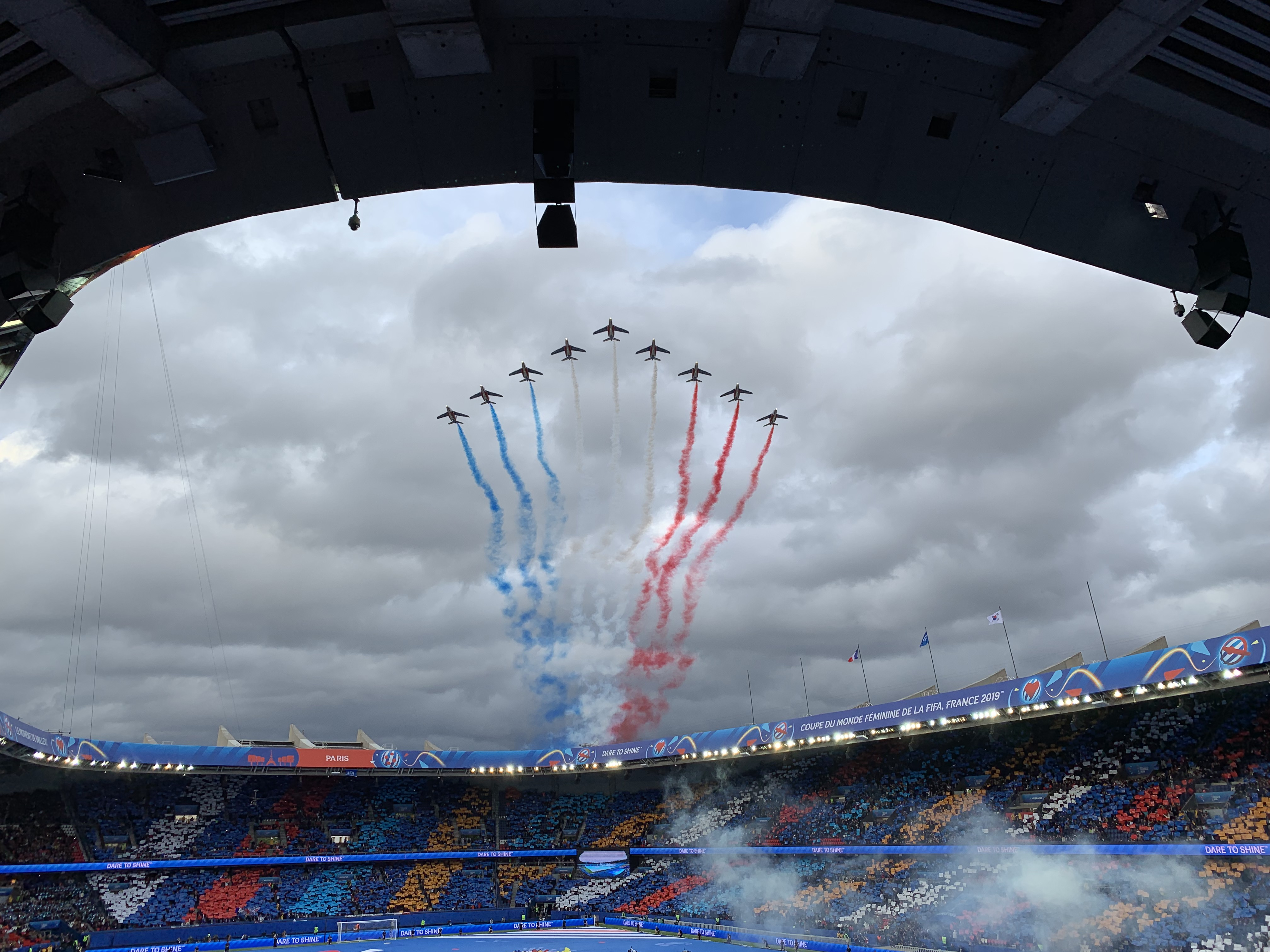
La Patrouille de France survolant le stade lors du match d'ouverture de la Coupe du monde féminine de 2019.

Le Parc des Princes reçoit le 12 février 1905 le premier match officiel de l'équipe de France sur le sol français (le second de l'histoire des Bleus) contre l'équipe de Suisse. Les Français s'imposent sur le score de un but à zéro.
Le 28 mars 1920, le match de l'équipe de France contre la Belgique établit un record d'affluence avec 20 000 spectateurs présents dans le Parc des Princes.
Le 16 novembre 1977, la France s'impose 3-1 face à la Bulgarie et se qualifie pour une phase finale de Coupe du monde après 12 ans d'absence (depuis le Mondial 1966 en Angleterre). C'est la première fois depuis la première édition de 1930 que la France participe à une coupe du monde hors du continent européen.
Le 27 juin 1984, la France remporte le championnat d'Europe à domicile à la suite d'une dernière victoire 2-0 sur l'Espagne devant 47 368 spectateurs.
Le 26 mars 1986, les Bleus disputent leur 100e rencontre historique au Parc des Princes à l'occasion d'un match amical face à l'Argentine de Diego Maradona et s'imposent sur le score de 2 buts à 0 devant 40 045 spectateurs.
Le 17 novembre 1993, la France est battue à la dernière minute du dernier match de sa campagne qualificative pour la Coupe du monde 1994 par l'équipe de Bulgarie et, pour ce but encaissé, ne se qualifie pas pour la Coupe du monde 1994. Cette élimination est considérée comme l'un des plus gros échecs sportifs de l'histoire du football français et prive la sélection d'une participation à un mondial pour la seconde fois consécutive après l'édition de 1990. À la suite de ce traumatisme, l'équipe de France ne joue plus de rencontre au Parc des Princes pendant près de deux ans privilégiant des matchs en province.
L'équipe de France quitte le Parc des Princes pour le Stade de France après la construction de ce dernier pour la Coupe du monde 1998. Elle y joue son dernier match en tant que résident le 11 juin 1997 contre l'Italie lors du Tournoi de France.
Dix ans plus tard, le 12 septembre 2007, alors que le Stade de France est occupé par la Coupe du monde de rugby, l'équipe de France de football revient au Parc pour y disputer une rencontre contre l'Écosse en match qualificatif pour l'Euro 2008.
Le 11 octobre 2013, l'équipe de France retourne dans le stade parisien pour jouer un match amical contre l'Australie, victoire française 6-0.
Le 13 novembre 2021, la France y reçoit le Kazakhstan pour l'avant-dernier match des éliminatoires à la Coupe du Monde 2022. Initialement prévu au Stade de France, le match est finalement déplacé à Paris, en raison des travaux sur le RER B et de la date symbolique du 13 novembre 2015. Les Bleus s'imposent sur le score fleuve de 8-0 et se qualifient avant la dernière rencontre. Kylian Mbappé, auteur d'un quadruplé, devient le premier joueur français à réaliser cette performance depuis Just Fontaine lors de la Coupe du monde 1958. Les autres buteurs sont Karim Benzema par deux fois, Adrien Rabiot et Antoine Griezmann. Ce dernier marquant son 42e but sur un pénalty, dépasse Michel Platini au classement des buteurs historiques de l'équipe de France.
Bilan :
Entre le 12 février 1905 et le 6 septembre 2024, le Parc accueille 132 matchs officiels de l'équipe de France A. La première version du Parc reçoit six matches officiels des Bleus, la deuxième en accueille 47 et la version actuelle 79.
Le Parc des Princes est le stade résident de l'équipe de France de football de 1972 à 1997, soit durant 25 années.
| Liste des matchs de l'équipe de France de football disputés au Parc des Princes | Liste des matchs de l'équipe de France de football disputés au Parc des Princes | Liste des matchs de l'équipe de France de football disputés au Parc des Princes | Liste des matchs de l'équipe de France de football disputés au Parc des Princes | Liste des matchs de l'équipe de France de football disputés au Parc des Princes | Liste des matchs de l'équipe de France de football disputés au Parc des Princes | Liste des matchs de l'équipe de France de football disputés au Parc des Princes |
| N°                                                                              | Date                                                                            | Match                                                                           | Score                                                                           | Compétition                                                                     | Affluence                                                                       |                                                                                 |
| ------------------------------------------------------------------------------- | ------------------------------------------------------------------------------- | ------------------------------------------------------------------------------- | ------------------------------------------------------------------------------- | ------------------------------------------------------------------------------- | ------------------------------------------------------------------------------- | ------------------------------------------------------------------------------- |
| 1                                                                               | 12 février 1905                                                                 | France - Suisse                                                                 | 1-0                                                                             | Match amical                                                                    | 500                                                                             |                                                                                 |
| 2                                                                               | 1er novembre 1906                                                               | France - Angleterre amateur                                                     | 0-15                                                                            | Match amical                                                                    | 1 500                                                                           |                                                                                 |
| 3                                                                               | 28 mars 1920                                                                    | France - Belgique                                                               | 2-1                                                                             | Match amical                                                                    | 18 000                                                                          |                                                                                 |
| 4                                                                               | 8 février 1921                                                                  | France - Irlande amateur                                                        | 1-2                                                                             | Match amical                                                                    | 20 000                                                                          |                                                                                 |
| 5                                                                               | 28 octobre 1923                                                                 | France - Norvège                                                                | 0-2                                                                             | Match amical                                                                    | 12 000                                                                          |                                                                                 |
| 6                                                                               | 29 avril 1928                                                                   | France - Portugal                                                               | 1-1                                                                             | Match amical                                                                    | 25 000                                                                          |                                                                                 |
| 7                                                                               | 12 février 1933                                                                 | France - Autriche                                                               | 0-4                                                                             | Match amical                                                                    | 37 459                                                                          |                                                                                 |
| 8                                                                               | 11 mars 1934                                                                    | France - Suisse                                                                 | 0-1                                                                             | Match amical                                                                    | 25 000                                                                          |                                                                                 |
| 9                                                                               | 6 décembre 1934                                                                 | France - Yougoslavie                                                            | 3-2                                                                             | Match amical                                                                    | 37 000                                                                          |                                                                                 |
| 10                                                                              | 17 mars 1935                                                                    | France - Allemagne                                                              | 1-3                                                                             | Match amical                                                                    | 38 483                                                                          |                                                                                 |
| 11                                                                              | 10 novembre 1935                                                                | France - Suède                                                                  | 2-0                                                                             | Match amical                                                                    | 26 905                                                                          |                                                                                 |
| 12                                                                              | 12 janvier 1936                                                                 | France - Pays-Bas                                                               | 1-6                                                                             | Match amical                                                                    | 30 000                                                                          |                                                                                 |
| 13                                                                              | 9 février 1936                                                                  | France - Tchécoslovaquie                                                        | 0-3                                                                             | Match amical                                                                    | 40 138                                                                          |                                                                                 |
| 14                                                                              | 13 décembre 1936                                                                | France - Yougoslavie                                                            | 1-0                                                                             | Match amical                                                                    | 32 903                                                                          |                                                                                 |
| 15                                                                              | 24 janvier 1937                                                                 | France - Autriche                                                               | 1-2                                                                             | Match amical                                                                    | 37 898                                                                          |                                                                                 |
| 16                                                                              | 10 octobre 1937                                                                 | France - Suisse                                                                 | 2-1                                                                             | Match amical                                                                    | 36 730                                                                          |                                                                                 |
| 17                                                                              | 5 décembre 1937                                                                 | France - Italie                                                                 | 0-0                                                                             | Match amical                                                                    | 39 046                                                                          |                                                                                 |
| 18                                                                              | 30 janvier 1938                                                                 | France - Belgique                                                               | 5-3                                                                             | Match amical                                                                    | 39 000                                                                          |                                                                                 |
| 19                                                                              | 24 mars 1938                                                                    | France - Bulgarie                                                               | 6-1                                                                             | Match amical                                                                    | 28 512                                                                          |                                                                                 |
| 20                                                                              | 22 janvier 1939                                                                 | France - Pologne                                                                | 4-0                                                                             | Match amical                                                                    | 35 000                                                                          |                                                                                 |
| 21                                                                              | 16 mars 1939                                                                    | France - Hongrie                                                                | 2-2                                                                             | Match amical                                                                    | 27 367                                                                          |                                                                                 |
| 22                                                                              | 28 janvier 1940                                                                 | France - Portugal                                                               | 3-2                                                                             | Match amical                                                                    | 18 083                                                                          |                                                                                 |
| 23                                                                              | 24 décembre 1944                                                                | France - Belgique                                                               | 3-1                                                                             | Match amical                                                                    | 24 095                                                                          |                                                                                 |
| 24                                                                              | 6 février 1951                                                                  | France - Yougoslavie                                                            | 2-1                                                                             | Match amical                                                                    | 33 552                                                                          |                                                                                 |
| 25                                                                              | 26 mars 1952                                                                    | France - Suède                                                                  | 0-1                                                                             | Match amical                                                                    | 35 779                                                                          |                                                                                 |
| 26                                                                              | 25 novembre 1953                                                                | France - République d'Irlande                                                   | 1-0                                                                             | Éliminatoires de la Coupe du monde 1954                                         | 32 265                                                                          |                                                                                 |
| 27                                                                              | 17 décembre 1953                                                                | France - Luxembourg                                                             | 8-0                                                                             | Éliminatoires de la Coupe du monde 1954                                         | 20 146                                                                          |                                                                                 |
| 28                                                                              | 25 décembre 1957                                                                | France - Bulgarie                                                               | 2-2                                                                             | Match amical                                                                    | 38 086                                                                          |                                                                                 |
| 29                                                                              | 13 mars 1958                                                                    | France - Espagne                                                                | 2-2                                                                             | Match amical                                                                    | 37 983                                                                          |                                                                                 |
| 30                                                                              | 16 avril 1958                                                                   | France - Suisse                                                                 | 0-0                                                                             | Match amical                                                                    | 36 019                                                                          |                                                                                 |
| 31                                                                              | 1er octobre 1958                                                                | France - Grèce                                                                  | 7-1                                                                             | Éliminatoires de l'Euro 1960                                                    | 37 590                                                                          |                                                                                 |
| 32                                                                              | 17 décembre 1959                                                                | France - Espagne                                                                | 4-3                                                                             | Match amical                                                                    | 38 622                                                                          |                                                                                 |
| 33                                                                              | 16 mars 1960                                                                    | France - Chili                                                                  | 6-0                                                                             | Match amical                                                                    | 36 094                                                                          |                                                                                 |
| 34                                                                              | 6 juillet 1960                                                                  | France - Yougoslavie                                                            | 4-5                                                                             | Euro 1960 (Demi-finale)                                                         | 26 370                                                                          |                                                                                 |
| 35                                                                              | 15 mars 1961                                                                    | France - Belgique                                                               | 1-1                                                                             | Match amical                                                                    | 36 072                                                                          |                                                                                 |
| 36                                                                              | 28 septembre                                                                    | France - Finlande                                                               | 5-1                                                                             | Éliminatoires de la Coupe du monde 1962                                         | 17 013                                                                          |                                                                                 |
| 37                                                                              | 11 avril 1962                                                                   | France - Pologne                                                                | 1-3                                                                             | Match amical                                                                    | 19 698                                                                          |                                                                                 |
| 38                                                                              | 27 février 1963                                                                 | France - Angleterre                                                             | 5-2                                                                             | Éliminatoires de l'Euro 1964                                                    | 23 986                                                                          |                                                                                 |
| 39                                                                              | 26 octobre 1963                                                                 | France - Bulgarie                                                               | 3-1                                                                             | Éliminatoires de l'Euro 1964                                                    | 32 223                                                                          |                                                                                 |
| 40                                                                              | 11 novembre 1963                                                                | France - Suisse                                                                 | 2-2                                                                             | Match amical                                                                    | 27 350                                                                          |                                                                                 |
| 41                                                                              | 25 décembre 1963                                                                | France - Belgique                                                               | 1-2                                                                             | Match amical                                                                    | 12 649                                                                          |                                                                                 |
| 42                                                                              | 11 novembre 1964                                                                | France - Norvège                                                                | 1-0                                                                             | Éliminatoires de la Coupe du monde 1966                                         | 33 517                                                                          |                                                                                 |
| 43                                                                              | 24 mars 1965                                                                    | France - Autriche                                                               | 1-2                                                                             | Match amical                                                                    | 24 206                                                                          |                                                                                 |
| 44                                                                              | 3 juin 1965                                                                     | France - Argentine                                                              | 0-0                                                                             | Match amical                                                                    | 11 931                                                                          |                                                                                 |
| 45                                                                              | 9 octobre 1965                                                                  | France - Yougoslavie                                                            | 1-0                                                                             | Éliminatoires de la Coupe du monde 1966                                         | 36 546                                                                          |                                                                                 |
| 46                                                                              | 19 mars 1966                                                                    | France - Italie                                                                 | 0-0                                                                             | Match amical                                                                    | 31 795                                                                          |                                                                                 |
| 47                                                                              | 20 avril 1966                                                                   | France - Belgique                                                               | 0-3                                                                             | Match amical                                                                    | 17 000                                                                          |                                                                                 |
| 48                                                                              | 22 octobre 1966                                                                 | France - Pologne                                                                | 2-1                                                                             | Éliminatoires de l'Euro 1968                                                    | 23 524                                                                          |                                                                                 |
| 49                                                                              | 22 mars 1967                                                                    | France - Roumanie                                                               | 1-2                                                                             | Match amical                                                                    | 23 679                                                                          |                                                                                 |
| 50                                                                              | 3 juin 1967                                                                     | France - Union soviétique                                                       | 2-4                                                                             | Match amical                                                                    | 24 778                                                                          |                                                                                 |
| 51                                                                              | 23 décembre 1967                                                                | France - Luxembourg                                                             | 3-1                                                                             | Éliminatoires de l'Euro 1968                                                    | 7 320                                                                           |                                                                                 |
| 52                                                                              | 30 avril 1969                                                                   | France - Roumanie                                                               | 1-0                                                                             | Match amical                                                                    | 18 218                                                                          |                                                                                 |
| 53                                                                              | 1er novembre 1969                                                               | France - Suède                                                                  | 3-0                                                                             | Éliminatoires de la Coupe du monde 1970                                         | 17 916                                                                          |                                                                                 |
| 54                                                                              | 13 octobre 1972                                                                 | France - Union soviétique                                                       | 1-0                                                                             | Éliminatoires de la Coupe du monde 1974                                         | 29 746                                                                          |                                                                                 |
| 55                                                                              | 3 mars 1973                                                                     | France - Portugal                                                               | 1-2                                                                             | Match amical                                                                    | 45 267                                                                          |                                                                                 |
| 56                                                                              | 19 mai 1973                                                                     | France - République d'Irlande                                                   | 1-1                                                                             | Éliminatoires de la Coupe du monde 1974                                         | 40 405                                                                          |                                                                                 |
| 57                                                                              | 8 septembre 1973                                                                | France - Grèce                                                                  | 3-1                                                                             | Match amical                                                                    | 30 237                                                                          |                                                                                 |
| 58                                                                              | 21 novembre 1973                                                                | France - Danemark                                                               | 3-0                                                                             | Match amical                                                                    | 14 534                                                                          |                                                                                 |
| 59                                                                              | 23 mars 1974                                                                    | France - Roumanie                                                               | 1-0                                                                             | Match amical                                                                    | 20 224                                                                          |                                                                                 |
| 60                                                                              | 18 mai 1974                                                                     | France - Argentine                                                              | 0-1                                                                             | Match amical                                                                    | 26 735                                                                          |                                                                                 |
| 61                                                                              | 16 novembre 1974                                                                | France - Allemagne de l'Est                                                     | 2-2                                                                             | Éliminatoires de l'Euro 1976                                                    | 45 381                                                                          |                                                                                 |
| 62                                                                              | 26 mars 1975                                                                    | France - Hongrie                                                                | 2-0                                                                             | Match amical                                                                    | 25 000                                                                          |                                                                                 |
| 63                                                                              | 15 novembre 1975                                                                | France - Belgique                                                               | 0-0                                                                             | Éliminatoires de l'Euro 1976                                                    | 35 547                                                                          |                                                                                 |
| 64                                                                              | 27 mars 1976                                                                    | France - Tchécoslovaquie                                                        | 2-2                                                                             | Match amical                                                                    | 9 559                                                                           |                                                                                 |
| 65                                                                              | 17 novembre 1976                                                                | France - République d'Irlande                                                   | 2-0                                                                             | Éliminatoires de la Coupe du monde 1978                                         | 43 437                                                                          |                                                                                 |
| 66                                                                              | 23 février 1977                                                                 | France - Allemagne de l'Ouest                                                   | 1-0                                                                             | Match amical                                                                    | 43 802                                                                          |                                                                                 |
| 67                                                                              | 8 octobre 1977                                                                  | France - Union soviétique                                                       | 0-0                                                                             | Match amical                                                                    | 40 823                                                                          |                                                                                 |
| 68                                                                              | 16 novembre 1977                                                                | France - Bulgarie                                                               | 3-1                                                                             | Éliminatoires de la Coupe du monde 1978                                         | 44 860                                                                          |                                                                                 |
| 69                                                                              | 8 mars 1978                                                                     | France - Portugal                                                               | 2-0                                                                             | Match amical                                                                    | 42 241                                                                          |                                                                                 |
| 70                                                                              | 1er avril 1978                                                                  | France - Brésil                                                                 | 1-0                                                                             | Match amical                                                                    | 46 065                                                                          |                                                                                 |
| 71                                                                              | 1er septembre 1978                                                              | France - Suède                                                                  | 2-2                                                                             | Éliminatoires de l'Euro 1980                                                    | 44 703                                                                          |                                                                                 |
| 72                                                                              | 8 novembre 1978                                                                 | France - Espagne                                                                | 1-0                                                                             | Match amical                                                                    | 37 897                                                                          |                                                                                 |
| 73                                                                              | 25 février 1979                                                                 | France - Luxembourg                                                             | 3-0                                                                             | Éliminatoires de l'Euro 1980                                                    | 46 988                                                                          |                                                                                 |
| 74                                                                              | 10 octobre 1979                                                                 | France - États-Unis                                                             | 3-0                                                                             | Match amical                                                                    | 25 000                                                                          |                                                                                 |
| 75                                                                              | 17 novembre 1979                                                                | France - Tchécoslovaquie                                                        | 2-1                                                                             | Éliminatoires de l'Euro 1980                                                    | 39 973                                                                          |                                                                                 |
| 76                                                                              | 27 février 1980                                                                 | France - Grèce                                                                  | 5-1                                                                             | Match amical                                                                    | 29 992                                                                          |                                                                                 |
| 77                                                                              | 26 mars 1980                                                                    | France - Pays-Bas                                                               | 0-0                                                                             | Match amical                                                                    | 41 477                                                                          |                                                                                 |
| 78                                                                              | 28 octobre 1980                                                                 | France - République d'Irlande                                                   | 2-0                                                                             | Éliminatoires de la Coupe du monde 1982                                         | 44 800                                                                          |                                                                                 |
| 79                                                                              | 29 avril 1981                                                                   | France - Belgique                                                               | 3-2                                                                             | Éliminatoires de la Coupe du monde 1982                                         | 44 954                                                                          |                                                                                 |
| 80                                                                              | 15 mai 1981                                                                     | France - Brésil                                                                 | 1-3                                                                             | Match amical                                                                    | 47 749                                                                          |                                                                                 |
| 81                                                                              | 18 novembre 1981                                                                | France - Pays-Bas                                                               | 2-0                                                                             | Éliminatoires de la Coupe du monde 1982                                         | 44 884                                                                          |                                                                                 |
| 82                                                                              | 5 décembre 1981                                                                 | France - Chypre                                                                 | 4-0                                                                             | Éliminatoires de la Coupe du monde 1982                                         | 43 437                                                                          |                                                                                 |
| 83                                                                              | 23 février 1982                                                                 | France - Italie                                                                 | 2-0                                                                             | Match amical                                                                    | 43 541                                                                          |                                                                                 |
| 84                                                                              | 24 mars 1982                                                                    | France - Irlande du Nord                                                        | 4-0                                                                             | Match amical                                                                    | 35 000                                                                          |                                                                                 |
| 85                                                                              | 28 avril 1982                                                                   | France - Pérou                                                                  | 0-1                                                                             | Match amical                                                                    | 46 429                                                                          |                                                                                 |
| 86                                                                              | 31 août 1982                                                                    | France - Pologne                                                                | 0-4                                                                             | Match amical                                                                    | 16 000                                                                          |                                                                                 |
| 87                                                                              | 6 octobre 1982                                                                  | France - Hongrie                                                                | 1-0                                                                             | Match amical                                                                    | 15 777                                                                          |                                                                                 |
| 88                                                                              | 23 mars 1983                                                                    | France - Union soviétique                                                       | 1-1                                                                             | Match amical                                                                    | 40 908                                                                          |                                                                                 |
| 89                                                                              | 23 avril 1983                                                                   | France - Yougoslavie                                                            | 4-0                                                                             | Match amical                                                                    | 40 881                                                                          |                                                                                 |
| 90                                                                              | 5 octobre 1983                                                                  | France - Espagne                                                                | 1-1                                                                             | Match amical                                                                    | 36 628                                                                          |                                                                                 |
| 91                                                                              | 29 février 1984                                                                 | France - Angleterre                                                             | 2-0                                                                             | Match amical                                                                    | 43 000                                                                          |                                                                                 |
| 92                                                                              | 12 juin 1984                                                                    | France - Danemark                                                               | 1-0                                                                             | Euro 1984 (1er tour)                                                            | 47 570                                                                          |                                                                                 |
| 93                                                                              | 27 juin 1984                                                                    | France - Espagne                                                                | 2-0                                                                             | Euro 1984 (Finale)                                                              | 47 368                                                                          |                                                                                 |
| 94                                                                              | 21 novembre 1984                                                                | France - Bulgarie                                                               | 1-0                                                                             | Éliminatoires de la Coupe du monde 1986                                         | 42 084                                                                          |                                                                                 |
| 95                                                                              | 8 décembre 1984                                                                 | France - Allemagne de l'Est                                                     | 2-0                                                                             | Éliminatoires de la Coupe du monde 1986                                         | 43 174                                                                          |                                                                                 |
| 96                                                                              | 21 août 1985                                                                    | France - Uruguay                                                                | 2-0                                                                             | Coupe intercontinentale 1985                                                    | 20 405                                                                          |                                                                                 |
| 97                                                                              | 30 octobre 1985                                                                 | France - Luxembourg                                                             | 6-0                                                                             | Éliminatoires de la Coupe du monde 1986                                         | 28 597                                                                          |                                                                                 |
| 98                                                                              | 16 novembre 1985                                                                | France - Yougoslavie                                                            | 2-0                                                                             | Éliminatoires de la Coupe du monde 1986                                         | 45 670                                                                          |                                                                                 |
| 99                                                                              | 26 février 1986                                                                 | France - Irlande du Nord                                                        | 0-0                                                                             | Match amical                                                                    | 28 909                                                                          |                                                                                 |
| 100                                                                             | 26 mars 1986                                                                    | France - Argentine                                                              | 2-0                                                                             | Match amical                                                                    | 40 045                                                                          |                                                                                 |
| 101                                                                             | 11 octobre 1986                                                                 | France - Union soviétique                                                       | 0-2                                                                             | Éliminatoires de l'Euro 1988                                                    | 40 496                                                                          |                                                                                 |
| 102                                                                             | 29 avril 1987                                                                   | France - Islande                                                                | 2-0                                                                             | Éliminatoires de l'Euro 1988                                                    | 27 732                                                                          |                                                                                 |
| 103                                                                             | 14 octobre 1987                                                                 | France - Norvège                                                                | 1-1                                                                             | Éliminatoires de l'Euro 1988                                                    | 11 308                                                                          |                                                                                 |
| 104                                                                             | 18 novembre 1987                                                                | France - Allemagne de l'Est                                                     | 0-1                                                                             | Éliminatoires de l'Euro 1988                                                    | 16 581                                                                          |                                                                                 |
| 105                                                                             | 24 août 1988                                                                    | France - Tchécoslovaquie                                                        | 1-1                                                                             | Match amical                                                                    | 15 000                                                                          |                                                                                 |
| 106                                                                             | 28 septembre 1988                                                               | France - Norvège                                                                | 1-0                                                                             | Éliminatoires de la Coupe du monde 1990                                         | 22 000                                                                          |                                                                                 |
| 107                                                                             | 29 avril 1989                                                                   | France - Yougoslavie                                                            | 0-0                                                                             | Éliminatoires de la Coupe du monde 1990                                         | 34 287                                                                          |                                                                                 |
| 108                                                                             | 11 octobre 1989                                                                 | France - Écosse                                                                 | 3-0                                                                             | Éliminatoires de la Coupe du monde 1990                                         | 25 000                                                                          |                                                                                 |
| 109                                                                             | 15 août 1990                                                                    | France - Pologne                                                                | 0-0                                                                             | Match amical                                                                    | 15 919                                                                          |                                                                                 |
| 110                                                                             | 13 octobre 1990                                                                 | France - Tchécoslovaquie                                                        | 2-1                                                                             | Éliminatoires de l'Euro 1992                                                    | 38 249                                                                          |                                                                                 |
| 111                                                                             | 20 février 1991                                                                 | France - Espagne                                                                | 3-1                                                                             | Éliminatoires de l'Euro 1992                                                    | 41 174                                                                          |                                                                                 |
| 112                                                                             | 30 mars 1991                                                                    | France - Albanie                                                                | 5-0                                                                             | Éliminatoires de l'Euro 1992                                                    | 24 181                                                                          |                                                                                 |
| 113                                                                             | 20 novembre 1991                                                                | France - Islande                                                                | 3-1                                                                             | Éliminatoires de l'Euro 1992                                                    | 27 381                                                                          |                                                                                 |
| 114                                                                             | 25 mars 1992                                                                    | France - Belgique                                                               | 3-3                                                                             | Match amical                                                                    | 25 000                                                                          |                                                                                 |
| 115                                                                             | 26 août 1992                                                                    | France - Brésil                                                                 | 0-2                                                                             | Match amical                                                                    | 34 428                                                                          |                                                                                 |
| 116                                                                             | 14 octobre 1992                                                                 | France - Autriche                                                               | 2-0                                                                             | Éliminatoires de la Coupe du monde 1994                                         | 39 186                                                                          |                                                                                 |
| 117                                                                             | 14 novembre 1992                                                                | France - Finlande                                                               | 2-1                                                                             | Éliminatoires de la Coupe du monde 1994                                         | 28 630                                                                          |                                                                                 |
| 118                                                                             | 28 avril 1993                                                                   | France - Suède                                                                  | 2-1                                                                             | Éliminatoires de la Coupe du monde 1994                                         | 34 134                                                                          |                                                                                 |
| 119                                                                             | 13 octobre 1993                                                                 | France - Israël                                                                 | 2-3                                                                             | Éliminatoires de la Coupe du monde 1994                                         | 30 000                                                                          |                                                                                 |
| 120                                                                             | 17 novembre 1993                                                                | France - Bulgarie                                                               | 1-2                                                                             | Éliminatoires de la Coupe du monde 1994                                         | 48 402                                                                          |                                                                                 |
| 121                                                                             | 16 août 1995                                                                    | France - Pologne                                                                | 1-1                                                                             | Éliminatoires de l'Euro 1996                                                    | 40 496                                                                          |                                                                                 |
| 122                                                                             | 24 janvier 1996                                                                 | France - Portugal                                                               | 3-2                                                                             | Match amical                                                                    | 25 725                                                                          |                                                                                 |
| 123                                                                             | 31 août 1996                                                                    | France - Mexique                                                                | 2-0                                                                             | Match amical                                                                    | 20 491                                                                          |                                                                                 |
| 124                                                                             | 9 octobre 1996                                                                  | France - Turquie                                                                | 4-0                                                                             | Match amical                                                                    | 28 614                                                                          |                                                                                 |
| 125                                                                             | 26 février 1997                                                                 | France - Pays-Bas                                                               | 2-1                                                                             | Match amical                                                                    | 35 331                                                                          |                                                                                 |
| 126                                                                             | 2 avril 1997                                                                    | France - Suède                                                                  | 1-0                                                                             | Match amical                                                                    | 35 514                                                                          |                                                                                 |
| 127                                                                             | 11 juin 1997                                                                    | France - Italie                                                                 | 2-2                                                                             | Tournoi de France 1997 (amical)                                                 | 23 137                                                                          |                                                                                 |
| 128                                                                             | 12 septembre 2007                                                               | France - Écosse                                                                 | 0-1                                                                             | Éliminatoires de l'Euro 2008                                                    | 40 000                                                                          |                                                                                 |
| 129                                                                             | 11 octobre 2013                                                                 | France - Australie                                                              | 6-0                                                                             | Match amical                                                                    | 38 000                                                                          |                                                                                 |
| 130                                                                             | 13 novembre 2021                                                                | France - Kazakhstan                                                             | 8-0                                                                             | Éliminatoires de la Coupe du monde 2022                                         | 45 551                                                                          |                                                                                 |
| 131                                                                             | 7 septembre 2023                                                                | France - République d'Irlande                                                   | 2-0                                                                             | Éliminatoires du Championnat d'Europe 2024                                      | 43 995                                                                          |                                                                                 |
| 132                                                                             | 6 septembre 2024                                                                | France - Italie                                                                 | 1-3                                                                             | Ligue des nations 2024-2025 (Ligue A, Groupe 2)                                 | 44 956                                                                          |                                                                                 |
| 133                                                                             | 9 septembre 2025                                                                | France - Islande                                                                | -                                                                               | Éliminatoires de la Coupe du monde 2026                                         |                                                                                 |                                                                                 |
| 134                                                                             | 10 octobre 2025                                                                 | France - Azerbaïdjan                                                            | -                                                                               | Éliminatoires de la Coupe du monde 2026                                         |                                                                                 |                                                                                 |
| 135                                                                             | 13 novembre 2025                                                                | France - Ukraine                                                                | -                                                                               | Éliminatoires de la Coupe du monde 2026                                         |                                                                                 |                                                                                 |

En plus de ces rencontres, les Bleus ont disputé plusieurs matchs non officiels au Parc tels le France-Afrique du Nord du 7 octobre 1954, France-Real Madrid du 19 août 1975, ou France-Juventus FC du 3 septembre 1980 notamment.

### Matchs entre équipes de clubs
Finales de Coupes d'Europe
| Date         | Compétition      | Équipe 1         | Score        | Équipe 2        | Spectateurs |
| ------------ | ---------------- | ---------------- | ------------ | --------------- | ----------- |
| 13 juin 1956 | C1 (1re édition) | Real Madrid      | 4 - 3        | Stade de Reims  | 38 239      |
| 28 mai 1975  | C1               | Bayern de Munich | 2 - 0        | Leeds United FC | 48 374      |
| 3 mai 1978   | C2               | RSC Anderlecht   | 4 - 0        | Austria Vienne  | 48 679      |
| 27 mai 1981  | C1               | Liverpool FC     | 1 - 0        | Real Madrid     | 48 360      |
| 10 mai 1995  | C2               | Real Saragosse   | 2 - 1 (a.p.) | Arsenal FC      | 42 242      |
| 6 mai 1998   | C3               | Inter Milan      | 3 - 0        | Lazio Rome      | 44 000      |

Finales de la Coupe latine
| Date         | Équipe 1     | Score | Équipe 2       | Spectateurs |
| ------------ | ------------ | ----- | -------------- | ----------- |
| 29 juin 1952 | FC Barcelone | 1 - 0 | OGC Nice       |             |
| 26 juin 1955 | Real Madrid  | 2 - 0 | Stade de Reims | 39 000      |

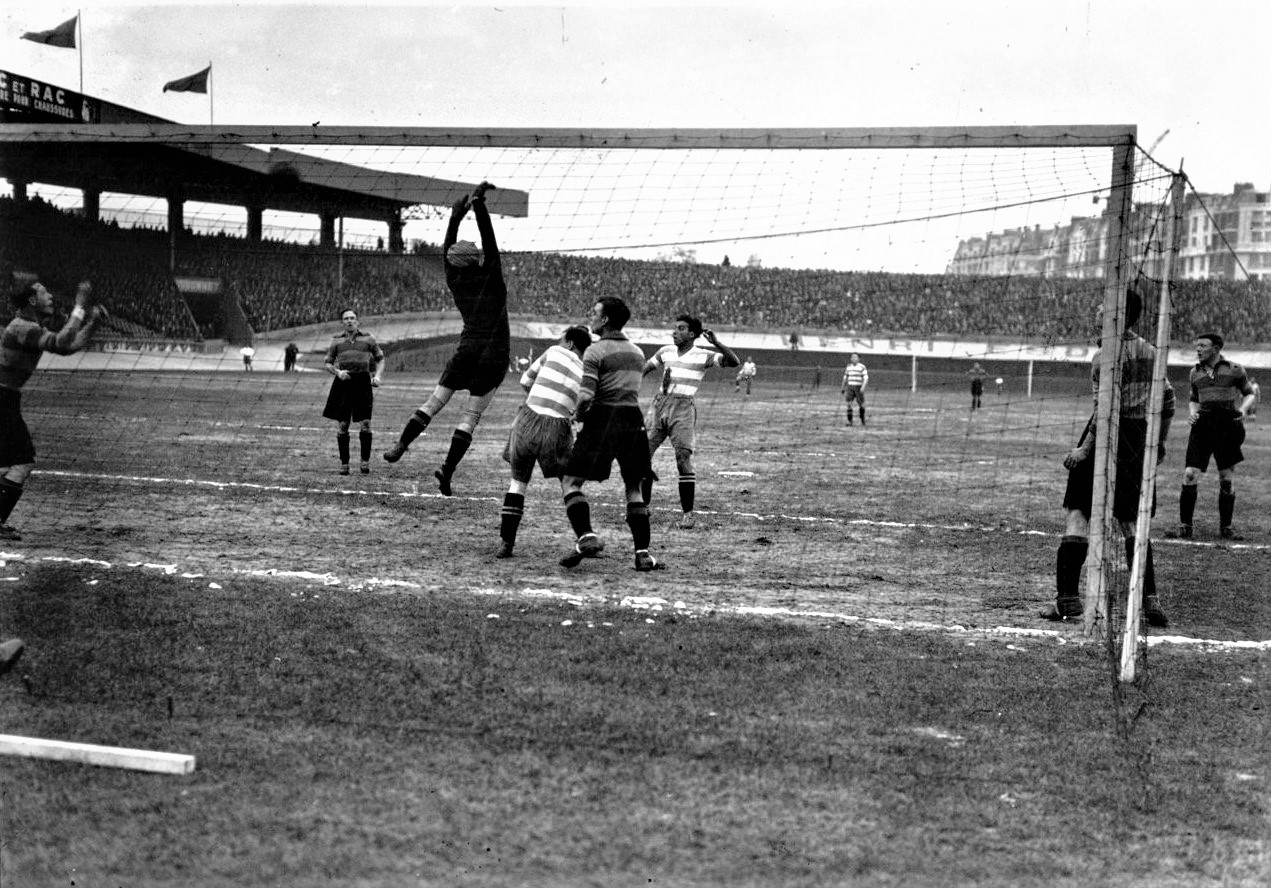
Match de football au Parc des Princes en 1933.

Championnat de France de football USFSA
La finale du championnat USFSA se tient au Parc en 1903, 1905, 1907 et 1910.
Coupe de France
La finale de la deuxième Coupe de France opposant le CASG Paris à l'Olympique de Paris se joue au Parc le 6 avril 1919. Les Banquiers du CASG sont sacrés. De 1919 à 1997, 33 finales se déroulent au Parc. Le PSG, l'OM et l'AS Monaco connurent chacun quatre sacres au Parc.
Coupe de la Ligue
Créée en 1994-1995, les trois premières éditions de la finale de la Coupe de la Ligue ont lieu au Parc. Le PSG est vainqueur en 1995, le FC Metz en 1996 et le RC Strasbourg en 1997.
Tournoi de Paris
Le Tournoi de Paris était une compétition mettant aux prises quatre clubs sur deux jours au Parc des Princes. De 1957 à 1966, c'est le RC Paris qui fut l'organisateur de ce tournoi. Le Paris FC prit le relais en 1973, puis le Paris Saint-Germain de 1975 à 1993. Le tournoi est abandonné par la nouvelle direction du PSG (Canal+).

## Principaux matchs de rugby à XV disputés au Parc des Princes
Coupe du monde de 1991
| Date            | Tour            | Équipe 1 | Score   | Équipe 2   |
| --------------- | --------------- | -------- | ------- | ---------- |
| 19 octobre 1991 | Quart de finale | France   | 10 - 19 | Angleterre |

Coupe du monde de 2007
| Date              | Tour          | Équipe 1       | Score   | Équipe 2  |
| ----------------- | ------------- | -------------- | ------- | --------- |
| 9 septembre 2007  | 1er tour      | Afrique du Sud | 59 - 7  | Samoa     |
| 19 septembre 2007 | 1er tour      | Italie         | 31 - 5  | Portugal  |
| 28 septembre 2007 | 1er tour      | Angleterre     | 36 - 20 | Tonga     |
| 30 septembre 2007 | 1er tour      | Irlande        | 15 - 30 | Argentine |
| 19 octobre 2007   | Petite finale | France         | 10 - 34 | Argentine |

Coupe d'Europe des clubs
| Date        | Tour   | Équipe 1             | Score   | Équipe 2         | Spectateurs |
| ----------- | ------ | -------------------- | ------- | ---------------- | ----------- |
| 19 mai 2001 | Finale | Stade français Paris | 30 - 34 | Leicester Tigers |             |

Championnat de France

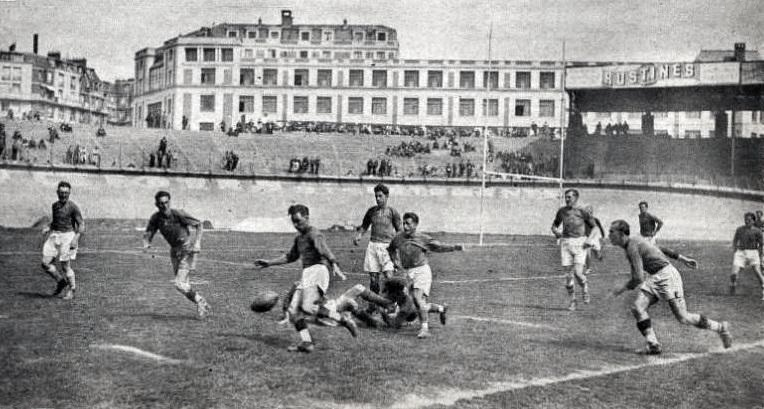
Match de rugby au Parc des Princes en 1943.

Trente-et-une finales du championnat se tiennent sur la pelouse du Parc des Princes entre 1902 et 1997. La première version de l'enceinte en accueille trois (1902, 1906, 1910), la deuxième en reçoit quatre (1943, 1944, 1945 et 1946) et troisième version est le stade de la finale de 1974 à 1997, soit 24 éditions. Avec huit titres gagnés au Parc, l'AS Béziers devance le Stade toulousain, sept et le SU Agen, quatre.
Équipe de France
Matches du Tournoi

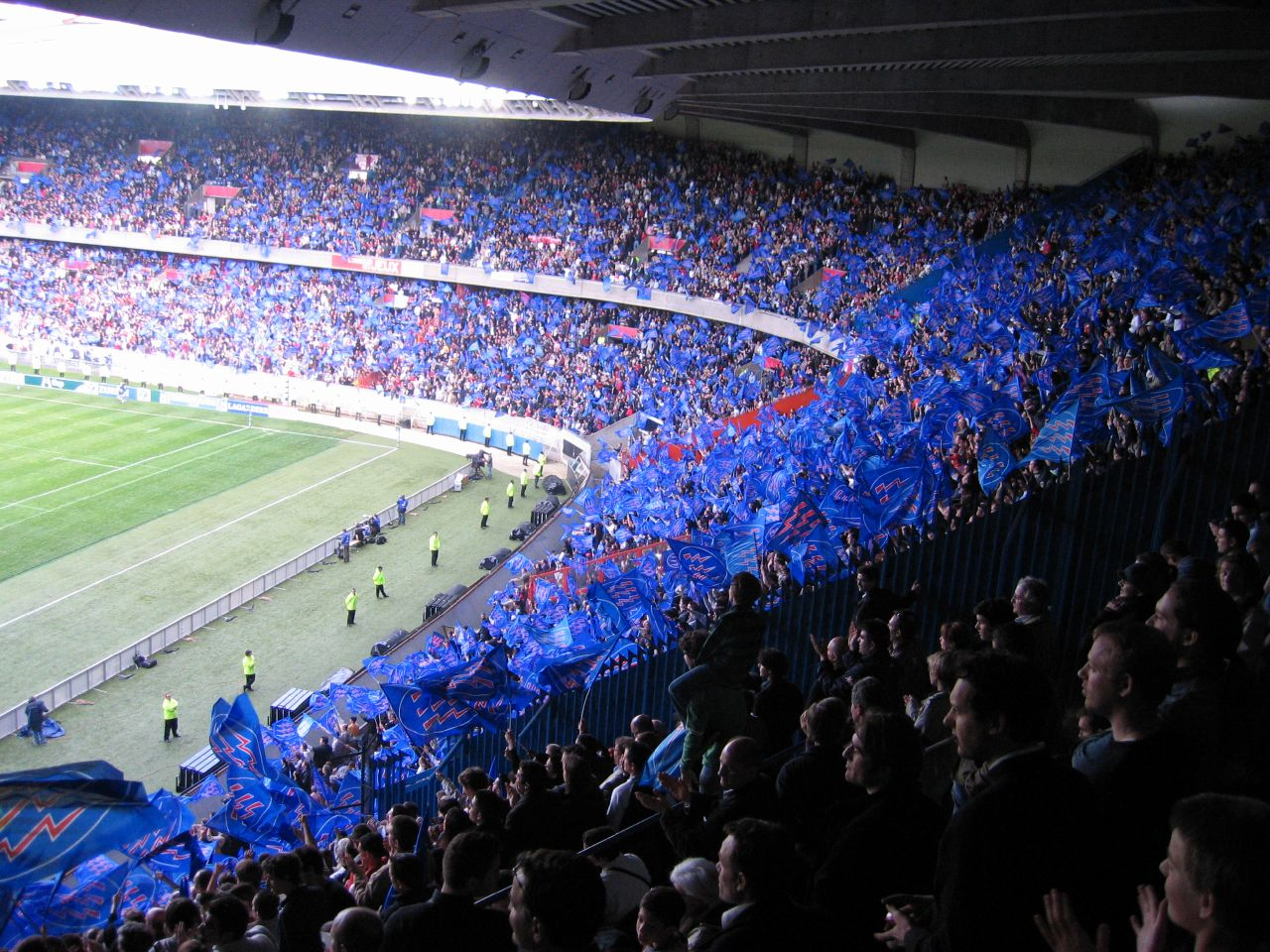
Rencontre de rugby au Parc des Princes en 2005.

Le Parc des Princes accueillit le Tournoi pour trente éditions, soit 59 matches (un match fut boycotté par l'Écosse en 1911).
| Adversaires         | Date des rencontres                                                                      |
| ------------------- | ---------------------------------------------------------------------------------------- |
| Angleterre (14)     | 1910, 1912, 1974, 1976, 1978, 1980, 1982, 1984, 1986, 1988, 1990, 1992, 1994, 1996       |
| Écosse (15)         | 1913, 1920, 1973, 1975, 1977, 1979, 1981, 1983, 1985, 1987, 1989, 1991, 1993, 1995, 1997 |
| Pays de Galles (15) | 1911, 1913, 1973, 1975, 1977, 1979, 1981, 1983, 1985, 1987, 1989, 1991, 1993, 1995, 1997 |
| Irlande (15)        | 1910, 1912, 1914, 1974, 1976, 1978, 1980, 1982, 1984, 1986, 1988, 1990, 1992, 1994, 1996 |

Matches hors Tournoi
| Adversaires                 | Date des rencontres                |
| --------------------------- | ---------------------------------- |
| Afrique du Sud (5 fois)     | 1974, 1992, 1996, 1997, 2007       |
| Allemagne (3)               | 1933, 1935, 1937                   |
| Angleterre (2)              | 1906, 1991                         |
| Argentine (2)               | 1975, 1982                         |
| Army Rugby Union (1)        | 1945                               |
| Australie (3)               | 1976, 1983, 1993                   |
| British Empire Services (1) | 1946                               |
| Grande-Bretagne (1)         | 1940                               |
| Italie (1)                  | 1937                               |
| Lions (1)                   | 1989                               |
| Nouvelle-Zélande (6)        | 1906, 1973, 1977, 1981, 1990, 1995 |

## Le musée national du Sport
Le musée national du Sport était situé dans le Parc des Princes. Il fut inauguré en 1988 et disposait d'une surface de 1 650 m2 consacrée aux collections. En avril 2004, le musée national du Sport fut labellisé « Musée de France » par le ministère de la Culture et de la Communication.
Le musée a fermé ses portes en 1998 pour les ouvrir ensuite au 93, avenue de France, dans le 13e arrondissement de Paris, avant que les collections ne soient transférées en mars 2011 vers des réserves provisoires et que le site ferme en janvier 2013.
Un nouveau musée national du sport a ouvert le 27 juin 2014 au stade Allianz Riviera de Nice.

## Le Parc dans la culture populaire

### Cinéma
Le Parc est parfois utilisé par les cinéastes et certains tournages se déroulent en marge des rencontres :
- 1949 : Cinq Tulipes rouges, dont le dénouement a lieu au Parc ;
- 1996 : La Belle Verte ;
- 1997 : Didier où l'homme-chien Alain Chabat joue un match face au PSG ;
- 1998 : Paparazzi
- 1998 : En plein cœur - confrontation entre Gérard Lanvin et Guillaume Canet ;
- 2001 : Ma femme est une actrice ;
- 2002 : Trois Zéros ;
- 2004 : Les Onze Commandements : la scène des coups francs de Djibril Cissé contre Michaël Youn y a été tournée.

### Télévision
Un film documentaire Le Parc, Prince des stades , réalisé par Nicolas Bergès et raconté par François Berléand, a été consacré à l'histoire du Parc des Princes. Il a été diffusé sur France 3 en 2013.

## Citations
- « Je me souviens avoir obtenu, au Parc des Princes, un autographe de Louison Bobet » — Georges Perec, Je me souviens, p. 27.
- « Je me souviens des courses derrière grosses motos au Parc des Princes » — Georges Perec, Je me souviens, p. 76.

## Concerts
Depuis les années 1980, le Parc des Princes accueille des concerts. Michael Jackson fut le premier en 1988, les 27 et 28 juin pour la tournée Bad World Tour et en 1997, les 27 et 29 juin pour la tournée HIStory World Tour (plus de 240 000 spectateurs pour quatre concerts), les Rolling Stones y ont fait trois concerts en juin 1990, Johnny Hallyday y fêta ses 50 ans en 1993 (trois soirs de suite) et ses 60 ans en 2003 (pour quatre soirs), ce qui fait de lui le premier artiste français à s'y être produit et celui qui a donné le plus de concerts au total de sept, puis U2 (53 519 spectateurs le 6 septembre 1997), Robbie Williams, Prince ou Iron Maiden.
Le stade accueille un concert de Star Academy en 2004 réunissant les trois premières promotions et des invités (Michel Sardou, Lorie...). La même année, Metallica s'y produit en juin. Muse le 23 juin 2007 et Genesis le 30 juin 2007 réunissant 49 606 spectateurs. Les Red Hot Chili Peppers y jouent le 15 juin 2004 et le 6 juillet 2007. En 2008, les concerts de Tokio Hotel le jour de la fête de la musique au programme feux-d'artifice et projets de fans, Bruce Springsteen le 27 juin et Mika le 4 juillet ont été programmés. Le 7 septembre 2009 ce fut au tour du groupe Coldplay d'y donner un concert (50 355 spectateurs), dont le groupe se souviendra comme du « meilleur qu'ils aient jamais donné », NTM pour leur premier concert dans un stade le 19 juin 2010, Green Day le 26 juin 2010.
En juin 2020, la musique aurait dû faire son grand retour au Parc des Princes, dix ans après le dernier concert accueilli par le stade. Nekfeu et Dadju devaient se produire respectivement les 5 et 7 juin. Ces concerts ont été annulés en raison de l’épidémie de COVID-19.
Le 11 juin 2022,le concert de DJ Snake a réuni plus de 63 000 personnes dans un stade à guichets fermés. Une semaine plus tard c'est au tour de Dadju de s'y produire, le 18 Juin 2022, avec plusieurs invités tel que Sexion d'assaut, Gims ou encore Ninho.

## Principaux concerts
- Michael Jackson s'y est produit le 27 et 28 juin 1988.
- Prince s'y est produit le 16 juin 1990.
- les Rolling Stones s'y sont produits le 22, 23 et 25 juin 1990.
- Johnny Hallyday s'y est produit le 18,19 et 20 juin 1993.
- U2 (avec Placebo) s'y sont produits le 6 septembre 1997.
- Michael Jackson s'y est produit le 27 et 29 juin 1997.
- David Bowie s'y est produit le 14 juin 1997.
- Johnny Hallyday s'y est produit le 10, 11, 14 et 15 juin 2003.
- Red Hot Chili Peppers s'y sont produits le 15 juin 2004.
- Metallica s'y sont produits le 23 juin 2004.
- Iron Maiden s'y sont produits le 25 juin 2005.
- Robbie Williams s'y est produit le 27 juin 2006.
- Muse s'y sont produits le 23 juin 2007.
- Genesis s'y est produit le 30 juin 2007.
- Red Hot Chili Peppers s'y sont produits le 6 juillet 2007.
- Tokio Hotel s'y sont produits le 21 juin 2008.
- Bruce Springsteen s'y est produit le 27 juin 2008.
- Mika s'y est produit le 4 juillet 2008.
- Coldplay s'y est produit le 7 septembre 2009.
- NTM s'y sont produits le 19 juin 2010.
- Green Day s'y sont produits le 26 juin 2010.
- DJ Snake s’y est produit le 11 juin 2022.
- Dadju s'y est produit le 18 Juin 2022

### Vidéographie
- Le Parc des Princes, prince des stades, documentaire sur l'histoire du Parc des Princes, écrit et réalisé par Nicolas Bergès, raconté par François Berléand.